# 1943年孟加拉饥荒
1943年孟加拉饑荒在英属印度孟加拉管辖区（今孟加拉国、印度西孟加拉邦）發生，導致孟加拉地區約80萬—380萬人死亡。受到營養不良、強迫遷移、環境衛生問題、缺乏醫療照護、英國政府政策錯誤影響，孟加拉疟疾、霍亂等疾病流行，增加了死亡人數。飢荒重創孟加拉經濟，大量人民陷入貧困、家庭破碎。
孟加拉是農業社會，約有一半至四分之三的農村貧困人口徘徊在飢餓邊緣。當地人口快速增長，但糧食產量停滯不前，人均糧食供應下降。第二次世界大戰爆發引發了通貨膨脹，當地工人薪水的漲幅不及物價升幅，購買糧食變得困難。鑑於日本入侵缅甸，英國實行名為「拒絕政策」的焦土政策，孟加拉又受到天災影響，影響糧食供應，加上英國為了支援盟軍讓糧食價格上漲，平民的糧食消費下降。主要由英國企業組成的孟加拉商會（Bengal Chamber of Commerce）經孟加拉政府允許推出計劃，優先向軍人和公務員等「優先階層」分配物品、提供服務，卻忽略了孟加拉的基層民眾。印度各省在戰時設立了省際貿易壁壘，進一步阻礙了糧食的運輸。
此外，温斯顿·丘吉尔戰時政府面對殖民地官員的多次請求，仍然拒絕對災區援助食物，讓飢荒惡化。孟加拉殖民政府從來沒有正式宣佈飢荒發生，也未能提供有效的人道援助。孟加拉政府嘗試控管大米價格，卻導致大米流入黑市，反而造成混亂。直至1943年12月，孟加拉的稻米豐收，飢荒才開始化解。英國政府在飢荒期間把軍隊的利益置於平民生命之上，又拒絕把各地糧食運至孟加拉，而邱吉爾也因為他種族主義的思想而受到批評。

## 背景

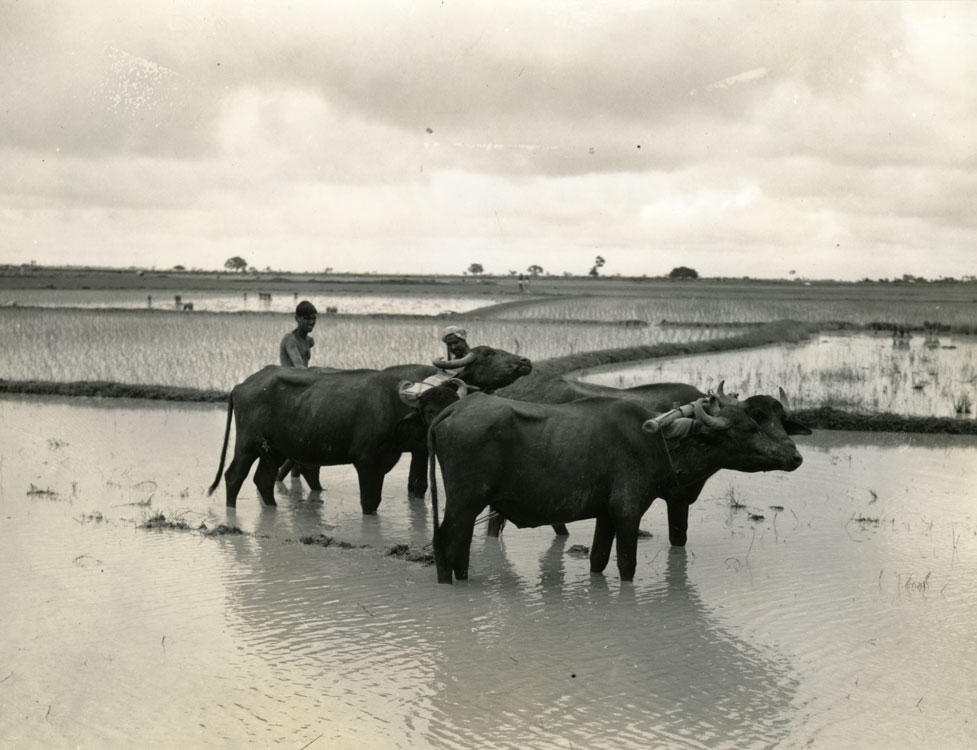
古斯卡拉附近的孟加拉農民

從19世紀晚期開始，孟加拉家庭債務上升、人口急速增長、農業產量停滯、社會階層分化、農民失去土地，導致部分群體陷入負債和貧困。他們無法應對經濟衝擊，也沒有穩定獲取糧食的渠道，導致二戰爆發時上百萬人受飢荒威脅。
1945年，印度殖民政府飢荒調查委員會發布報告指孟加拉農業以稻米為主。孟加拉88%的耕地都用於種植稻米，產量是印度之最。米飯是孟加拉人的主食，其他食物來源則包括魚類和小麥。孟加拉的稻米主要在5至6月播種，11至12月收成。1942年的糧食短缺正正發生在稻米收成期。
從二十世紀開始，孟加拉每畝的稻米產量停滯，加上人口增長，讓飢荒更容易發生。由於死亡率下降，孟加拉人口從1901年的4210萬上升至1941年的6030萬，增幅達到43%，較印度整體為高。雖然孟加拉的經濟以農業為主，但其生產力較低，技術落後，一旦發生飢荒政府也難以提供援助。耕地擴充導致森林被砍伐、天然水系被破壞、河道淤積，孟加拉的土地品質和肥沃程度下降，更較印度其餘地區嚴重。以上因素降低了孟加拉的糧食產量。
1920年前，開發耕地能滿足孟加拉不斷增長的糧食需求，但隨著可開發的土地面積減少，稻米開始短缺，孟加拉需要進口更多糧食。然而，進口糧食僅佔所有糧食的一小部分，未能有效緩解供應短缺。根據加爾各答的醫學院教授推算，1930年孟加拉人飲食營養不佳，損害當地人的健康，而经济史學家科马克·奥·格拉达也指出孟加拉在平常的稻米產量也只能勉強維持人民基本生活。這些情形讓孟加拉大量人民持續受飢餓威脅。

### 土地掠奪
由於孟加拉債券市場和土地轉讓權有結構性轉變，孟加拉時常出現飢荒風險。英屬印度的土地保有權複雜，社會被分為扎明達爾（地主）、乔特达（富農）、小农和佃農等，各階層享有的權利不一。地主的權益被法律和習俗保障，但無地農民的權利則持續喪失。十九世紀晚期至二十世紀早期，喬特達的地位上升，能參與貿易，並向其他農民提供貸款，又透過债役和土地掠奪等手段支配佃戶。
大蕭條期間，大量金融實體消失，土地不多的農民在歉收月份需向當地放債人購買基本生活用品。孟加拉商人米爾扎·艾哈邁德·伊斯帕哈尼稱「孟加拉的農民在戰爭前有三個月能吃得飽足、五個月能勉強糊口、其餘四個月只能挨餓」。另外，如果工人沒有種子、耕牛等可換成現金的物品，也會負債。由於農作物歉收，小農時常陷入債務，最終被迫交出土地，小地主和佃農也因高利貸而欠下了巨額債務，債務人被喬特達強迫低價出售土地，成為無地或少地的農民和工人。大量的家庭債務被集中至單一的債權人身上，而且債務難以償還，最終喬特達支配了孟加拉部分地區的低下階層。
來自社會上層的剝削和穆斯林的繼承習俗加劇了土地擁有權的不平等，數百萬孟加拉農民沒有或只有少量土地，而在隨後的飢荒中受最大影響的便是無地的農民。

### 運輸

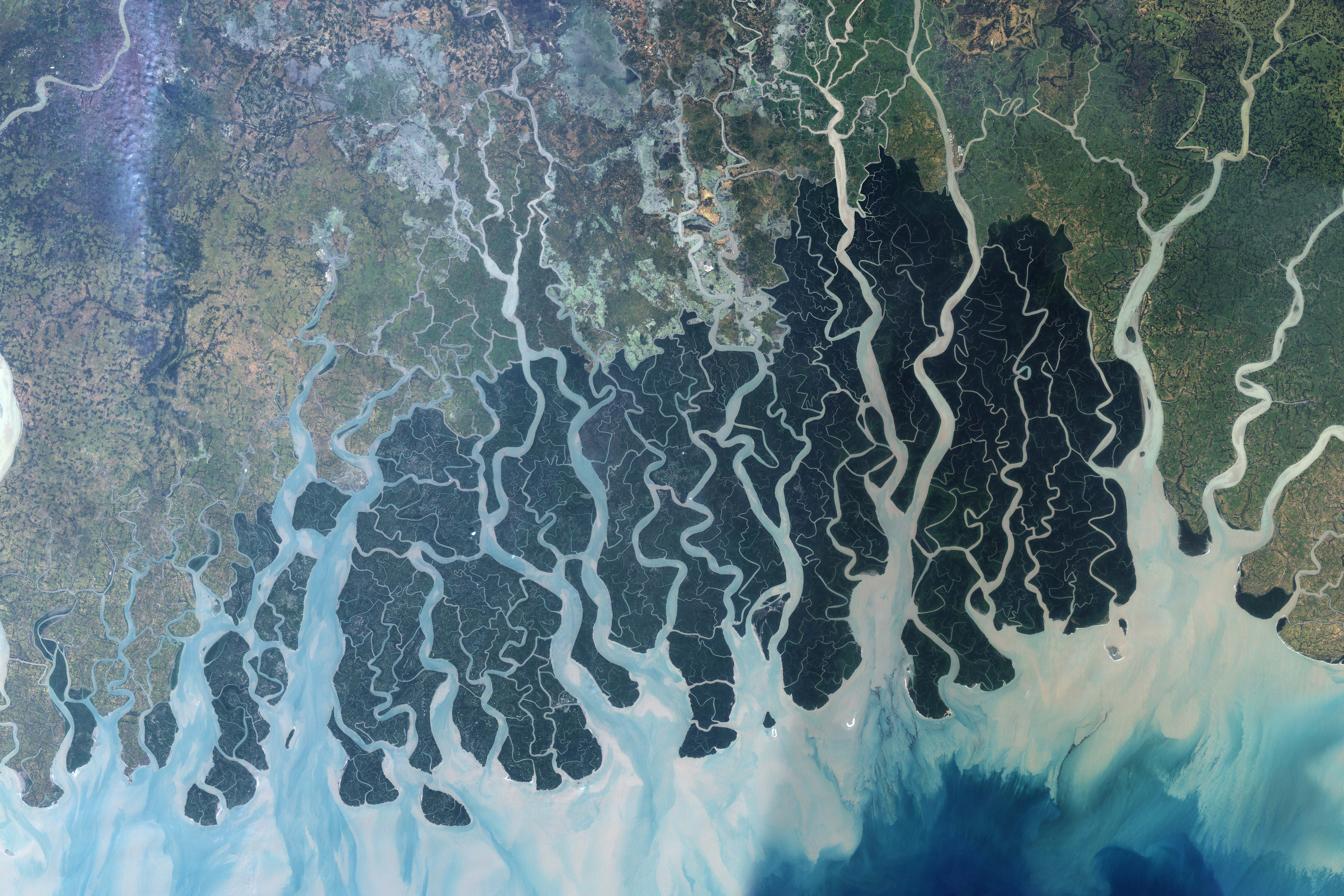
孙德尔本斯的衛星圖，

水運是孟加拉經濟的樞紐，也是孟加拉雨季和孙德尔本斯地區全年的主要運輸方式。孟加拉道路稀疏、路況不佳，而鐵道系統則較發達，但主要用於軍事方面。19世紀90年代，孟加拉鐵道系統的發展破壞了自然水系，大量地區排水不佳，而河道也過度淤積，增加水災風險，降低糧食產量，而積水也成為了霍亂和瘧疾等疾病的溫床。

### 水土
孟加拉東西部的土質並不一致。孟加拉東部的沙土和孙德尔本斯的沖積土比西部的紅土和黏土排水更快，而受到土地退化影響，孟加拉中部和西部大片土地被迫休耕，又經常被水淹沒，成為瘧蚊的繁殖地，導致瘧疾爆發。孟加拉農村地區的用水主要來自管井和河川，並被存在陶罐中。積水的陶罐容易滋生瘧蚊，而河水容易被霍亂弧菌污染，井水則更安全。可是，孟加拉在戰時有高達三分之一的井已經失修。

## 飢荒前的糧食供應
1942年至1943年初，軍事、政治和環境因素讓孟加拉的經濟面臨壓力。孟加拉的糧食需求因難民湧入而增加，但是受到大英帝國各區之間的貿易壁壘限制，孟加拉難以獲取稻米等穀物。

### 戰爭爆發
太平洋戰爭爆發後，日本入侵緬甸，超過一半在緬印度人逃至印度。1941年底日軍開始轟炸仰光，隨後數個月大量難民穿越邊境，從孟加拉和阿薩姆等地進入印度。1942年4月，緬甸所有盟軍部隊撤退至印度，但是難民不能使用軍用運輸工具。5月中旬，曼尼普爾山區下大雨，平民的行動變得更為艱難。
至少有50萬名難民能夠抵達印度，但數萬名難民已在途中喪命，更有七至八成的難民在隨後的數個月患上痢疾、天花、瘧疾、霍亂等疾病。難民湧入導致食物、衣物和醫療需求上升，孟加拉本身就不充裕的物資進一步枯竭，而官員也擔憂傳染病會在當地爆發。難民湧入引發民眾恐慌，民眾恐慌性購買和囤積物品，可能成為飢荒爆發的原因之一。
直至1942年4月，日軍在孟加拉灣總計擊沉了十萬噸的商船。根據阿奇博爾德·韋維爾上將表示，英國陸軍部和東印度艦隊都承認英國艦隊無力招架日本海軍對錫蘭、印度和孟加拉灣航運的攻擊。原先，鐵道系統是殖民政府防止印度飢荒的關鍵，但是日本的攻擊和退出印度运动均影響了鐵道運輸。再者，鐵道在戰時被用於軍事運輸，而為了阻礙日軍行動，東孟加拉的部分鐵道也被拆除，民用物資的運送受到進一步影響。
1942年3月，日軍佔領仰光，切斷了緬甸糧食運往印度和錫蘭的通道。由於難民湧入，當地的米價在1939年8月至1941年9月之間上升了69%。由於失去了緬甸大米的供應，大米在印度各地被爭相搶購，孟加拉出現猛烈的通貨膨脹，大米市場被擾亂。儘管如此，孟加拉在此後數月仍不斷向錫蘭出口大米，此時孟加拉已經出現糧食危機。以上因素再加上政府的「船舶拒絕政策」（Boat denial policy）讓糧食運輸受阻，以上失敗的政策導致糧食危機惡化。

### 戰時經濟

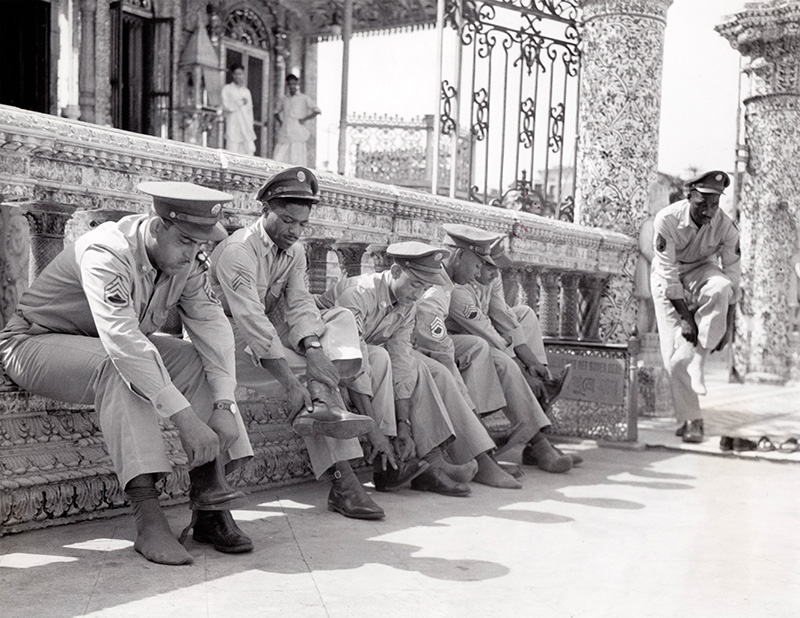
1943年7月加尔各答一所寺廟前的美軍士兵

緬甸被日軍佔領後，戰線逼近孟加拉，孟加拉也成為了印度受戰爭影響最重的地方。各國的工人紛紛進入加爾各答等大城市，從事軍工行業。孟加拉和鄰近地區的非技術勞工被軍事承包商雇用，建設美軍和英軍的軍用機場。數十萬名中國、美國、英國、印度軍人抵達孟加拉，導致生活用品短缺、供應緊張。戰爭期間，各類商品和服務的價格均大幅上漲，到了1943年初，糧食通脹更進一步上升。
戰時，幾乎所有印度出產的布料、羊毛、皮革、絲綢都被軍隊收購，企業被迫以賒銷方式向軍方低價出售商品，但是企業仍然可以自由調整剩餘商品的市價，部分企業此時大幅加價。1942年末，布料價格達到了戰前的三倍，翌年年中，布料價格已經達到四倍。此時，大部分剩餘的商品都被投機者收購，導致平民的消費下降。直至1942年10月軍隊開始分發援助物資，布料的短缺才得以緩解。戰時，印度的名目貨幣供給量上升，加上消費品稀缺，造成了通貨膨脹，但是各行業的薪水漲幅不均。
大量孟加拉人在戰爭期間流離失所。孟加拉的農田被徵用來建設機場和軍營，超過三萬個家庭（約15萬—18萬人）被迫遷出，失去工作。根據飢荒調查委員會在1945年的報告，以上家庭的很多成員在飢荒受害。

### 「拒絕政策」
考慮到日軍可能會從孟加拉東部侵入印度，英軍決定先發制人，在孟加拉東部和沿岸地區發動雙管齊下的焦土政策，防止日軍在當地取得糧食等物資。
第一個項目是「拒絕大米」政策，在孟加拉灣沿岸三個預計有大米剩餘的地區實施。1942年3月下旬，孟加拉總督發布緊急命令，下令立即銷毀或沒收當地多出的糧食。官方公佈的沒收數量較少，對糧食危機的影響有限，但實際上採購人員透過欺詐、壓迫、腐敗的手段收走了比官方數量更多的大米，連不相關的地區也受到波及。政策也擾亂了當地市場，引發公眾擔憂，非正式借貸被終止，大米流通受到限制。
第二個項目是「拒絕船隻」政策，在孟加拉灣和河流附近地區實施從在1942年5月1日開始。政府授權軍方沒收、重新安置或摧毀任何可承載超過十人的船隻，又可以徵用如自行車、牛車、大象等其他交通工具。軍方根據此政策在農村充公了約4萬5千艘船隻，嚴重擾亂了勞力、物資和食物的水路運輸，船夫和漁夫的生計也受到影響。農具、種子、大米的運輸受阻，依賴船運來運輸貨物的工匠和農民都沒有得到補償，稻米的運輸和市場體系幾近崩潰。政府沒有維護和修理被沒收的船隻，漁民無法繼續工作，軍方也沒有採取措施去分配糧食。由於焦土政策破壞了孟加拉的社會，對很多孟加拉人來說彷彿英國——而不是日本——攻擊了孟加拉。印度国民大会党舉行抗議，批評此政策對農民帶來沈重負擔。此政策對隨後饑荒有何影響仍受到廣泛討論。

### 省際貿易壁壘
日軍入侵緬甸後，米價上漲，因此1942年中旬起英属印度诸省和土邦開始限制國內大米貿易。印度的地方政府均希望糧食能優先被本地民眾食用，以備不時之需。1942年1月，旁遮普省禁止出口小麥，增加了民眾對粮食安全的擔憂。兩個月後，中央省也禁止了糧食出口。6月，馬德拉斯管轄地禁止大米出口，而孟加拉省、比哈爾省、奧里薩省也緊隨其後頒布出口禁令。
1945年，飢荒調查委員會認為省際的貿易限制為關鍵的政策失敗。孟加拉因此無法進口大米，市场失灵加上糧食短缺導致了大規模飢荒。

### 配給制度
緬甸陷落後，加爾各答作為亞洲戰場的重工業中心和武器及紡織品主要供應商，其戰略地位得到鞏固。為了配合戰時動員，英屬印度政府根據對作戰的重要性，把當地人分為「優先」和「非優先」階層。「優先階層」大多為巴德拉洛克和資產階級等中上階層，他們的教育程度和流動性較高，在城市生活，並支持現代化，政府和私人機構重視他們的利益。從而，農村的貧窮人口被迫與工人和部分中產階級爭奪稀缺的基本生活物資。
1942年7月，食物價格繼續上漲，主要由英國公司組成的孟加拉商會制定了配給計劃，優先向軍工業工人分配物資，防止工人流失，孟加拉政府批准了這項計劃。農村的大米被轉移至對作戰重要的工人，尤其是位於加爾各答一帶的工人。戰時工業、建設、紡織廠、造紙廠工人、礦工、公務員有更多福利，獲得食物補貼，免受通貨膨脹衝擊。他們又可以優先取得水、醫療用品和房屋，享受免費交通。在12月，被配給計劃覆蓋的人口達到約100萬人。
其他人獲得食物和醫療的機會因此大幅減少，印度東部廣大農村未能從配給計劃中受惠，成為飢荒的可能成因之一。

### 內亂
早在1939年9月，第二次世界大战欧洲战场爆發，英國代表印度向德國宣戰，加劇了印度人民對英國統治的不滿。在戰時，反對英國的統治被視為通敵，印度國民大會黨被當作「叛亂勢力」，殖民政府也能動用緊急權力，法外拘留反對者或鎮壓異議人士。1940年10月，印度國大黨最高指揮部宣布該黨所有民選代表辭職，抗議英國政府把印度捲入戰爭。1941年亞洲戰場爆發，讓加爾各答地區農民和工商業領袖對英國統治更為不滿。緬甸陷落後，中、美敦促英國透過談判把印度交給民選機構管治，以爭取印度與盟軍的合作，英國工黨也支持這提議。英国首相温斯顿·丘吉尔提出了印度在戰後自治的可能性，但談判在1942年4月初破裂。
1942年8月8日，印度國民大會黨發起名為「退出印度運動」的非暴力抵抗，要求英國給予印度獨立以換取印度支持盟軍，否則將開展廣泛的抵抗。隔天，印度事務大臣在英國廣播公司電台發表講話，稱國大黨正計劃癱瘓政府，破壞英國的作戰努力。他的講話讓英美的公眾輿論轉為反對甘地和國大黨。然而，國大黨當時並不支持癱瘓政府，直至英國殖民政府囚禁了運動的領導，活動才轉向暴力，工廠、橋樑、鐵路和政府財產被破壞，威脅殖民政府作戰。英國政府鎮壓了這場抵抗運動，超過6萬人被拘留，約2500人被警察開槍射中。在比哈爾邦，兩名加拿大飛行員被私刑處死，導致空軍報復性攻擊抗議者，數百人死亡。在孟加拉，抵抗運動在塔姆卢克和琼泰地區最為激烈。由於當時政府已經在塔姆盧克摧毀了約1萬8千艘船，加上通貨膨脹，當地農民積極參與了抵抗。
退出印度運動中的暴力行為受到國際譴責，英國對印度的態度也越發強硬，可能減弱了英國戰時內閣對舒緩飢荒的意願。首相邱吉爾更在和一名印度官員私下交談時表示，「英國不會退出、不會道歉、不會軟弱」，更向艾默里稱印度人是「信仰野蠻宗教的野蠻人」。內亂造成了政治和社會混亂，加劇了隨後的饑荒。

### 價格混亂
在1942年4月，印度的緬甸大米供應中斷，大米價格提升。到了6月，孟加拉政府開始管制大米價格，並在7月1日將價格固定在低於當時市價的水平。然而，管制價格導致賣家不願出售大米，大米被囤積在倉庫或流入黑市。政府隨後宣布除非發生嚴重牟利行為，否則不會管控價格。隨後四個月，當地的米價保持平穩。但到了10月中旬，孟加拉西南部遭受一連串自然災害，讓米價再次不穩，黑市再度收益。1942年12月至1943年3月，政府數次嘗試從全省各地引入大米來提高供應、降低價格並打擊黑市，但未能成功。
1943年3月11日，省政府廢除了價格限制，米價隨即大幅上漲。在3月至5月，通脹尤為嚴重，5月首次接獲有人餓死的報告。為了重建公眾信心，政府強調危機「完全由投機行為引起」，但公眾仍然認為大米有短缺。根據印度法律，進入飢荒狀態可獲取更多援助，但省政府並沒有宣布進入飢荒狀態。在飢荒前期，省政府曾表示預計印度政府會給予援助。但由於印度中央政府並未提供援助，省政府又沒有足夠的糧食，因此沒有宣布進入飢荒狀態。
5月18日，省際貿易壁壘被廢除，加爾各答物價短暫下降，但比哈爾和奧里薩的物價則因商人搶購存貨而上升。省政府嘗試查封，但沒有成功發現明顯的囤積行為。在孟加拉，食物價格快速上升至4月前的五到六倍，隨後政府再次放棄自由貿易，在8月恢復了省際貿易壁壘。然而，根據非官方的報告，1943年末的米價已是1942年末的八至十倍。政府派人採購大米，但米價依然居高不下，黑市不受控制。

### 自然災害
1942年末，孟加拉被一系列的自然災害影響。稻米被真菌侵害，褐斑病爆發。10月16日至17日，孟加拉受氣旋風暴吹襲，氣旋和風暴潮蹂躪了農田，摧毀了房屋，數千人死亡。同時，風暴也使真菌孢子擴散，加速了褐斑病的傳播。因真菌造成的減產甚至比氣旋更多。
該氣旋風暴橫過了孟加拉灣，在梅迪尼布尔和24區縣一帶登陸。風暴造成14,500人和大量牲畜死亡，稻米庫存被破壞，當地瘧疾個案也有增加。風暴潮摧毀了梅迪尼布爾的防波堤，琼泰和塔姆卢克出現水災。水災影響了1,000平方公里的土地，而狂風和暴雨則破壞了8,300平方公里的土地。氣旋風暴對接近250萬孟加拉人的房屋、農作物和生計造成了災難性的破壞。7,400個村落被完全或部分摧毀，霍亂、痢疾等疾病流行，大量房屋和學校被摧毀，孟加拉最肥沃的農田也被嚴重破壞，大量作物受損。
氣旋、水災、疾病等種種因素嚴重打擊了孟加拉1942年末的稻米收成。

### 不可靠的報告
大約在同一時間，官方報告預料當時的農作物會顯著失收，但當時的收成統計數字貧乏、不可靠。印度的農業生產數據完全不足，經常需要猜測數據。當地幾乎沒有機構來統計這些數據，基層警官和村幹部沒有足夠的地圖等資訊，加上他們受教育程度低，沒有動力來準確統計。孟加拉政府懷疑這些報告的準確度，沒有採取行動。

### 加爾各答空襲
1945年飢荒調查委員會的報告指出日軍對加爾各答的空襲是飢荒的原因之一。1942年12月，日軍空襲加爾各答，持續了一週，基本上沒有被盟軍抵抗，數千人逃離該市，糧食經銷商關閉了店鋪。為了確保市內「優先行業」工人的食物供應，政府沒收了經銷商的稻米庫存，讓商人不再信任政府。1945年的報告指出，從此時起，加爾各答的糧食貿易機制已經無法滿足民眾的需求，糧食危機已經開始。

### 糧食短缺
對於飢荒是源自作物歉收還是分配失敗仍有爭議。根據阿马蒂亚·森，1943年的稻米供應只比前五年的平均低5%，甚至比沒有饑荒的1941年還要高。飢荒調查委員會在報告得出：孟加拉在1943年的稻米短缺約為三個星期的供應量，雖然是嚴重的短缺，但不足以引發大飢荒。他認為，飢荒的原因並不是糧食短缺，而是食物分配不均。然而，當代的幾位專家引述了更高的短缺數字，有20%、25%、甚至是三分之一的糧食產量下降。

### 拒絕進口
1942年12月起，包括孟加拉總督約翰·赫伯特、印度總督林利思戈侯爵、印度事务大臣里奧·艾默里、駐印英軍總司令克劳德·奥金莱克、東南亞戰區最高總司令蒙巴頓勳爵等人開始要求英國政府進口糧食，但大部分請求都被邱吉爾戰時內閣拒絕或削減。殖民政府也無權動用英鎊儲備，或是利用自身的船隻進口糧食。雖然林利思戈侯爵支持進口糧食，但他認為軍隊應優先獲得糧食。印度事務大臣里奧·艾默里在1943年至1944年不斷向英國戰時內閣請求糧食援助，但一直遭到拒絕。艾默里並沒有提及農村日益惡化的形勢，只強調了加爾各答工人的需求。英國只承諾向印度西部提供少量糧食，但未能惠及孟加拉，甚至希望孟加拉能向錫蘭出口更多大米。邱吉爾曾表示，大英帝國的任何部分都「沒有理由不感受與母國同樣的壓力」，但是英國本土的糧食其實相當充足。
1943年8月4日，艾默里向戰時內閣匯報飢荒蔓延，強調加爾各答和軍隊士氣將受影響。一如既往，內閣只象徵性地提供了少量的援助。內閣解釋盟軍正準備反攻諾曼第，因此船運不足。1943年底，船運開始增加，但運輸和儲存設備和人手都不足。1943年10月，阿奇博爾德·韋維爾伯爵接任印度總督，向戰時內閣提出一系列請求，要求提供大量糧食。總督的請求被重複拒絕，他表示當前的危機是「英國統治下任何民族的最大災難」。1944年4月底，在艾默里和韋維爾施壓下，邱吉爾致函美國總統富蘭克林·羅斯福，請求美國從澳洲運送小麥，但被羅斯福以軍事原因拒絕。
不同人士對戰時內閣為何拒絕援助有不同看法。英國學者莉齊·科林厄姆（Lizzie Collingham）認為二戰導致的物資短缺和邱吉爾對印度人的敵意和歧視造成了這次飢荒。美國歷史學家馬克·陶格（Mark Tauger）則表示英國擔心運送物資的船舶會被敵軍襲擊，因此沒有提供援助。印度裔美國記者瑪都希·穆克吉（Madhusree Mukerjee）也指控戰時內閣「在收到艾默里的求助後向印度洋沿岸錫蘭、中東、南非等地運送澳洲小麥，唯獨沒有援助印度」。，又指當時盟軍的船舶充足，1943年夏季甚至出現航運過剩，因此當時是救濟飢荒的時機，但邱吉爾決定把剩餘船隻用來向糧食本已充足的英國本土運輸麵包。經濟學家彼得·鮑勃里克（Peter Bowbrick）指出英國政府低估了孟加拉糧食短缺的問題，加上英國正在準備霸王行动，不能援助孟加拉。

## 大饑荒、疾病流行
根據估算，孟加拉6,030萬人口中有80萬至380萬人在飢荒中死亡。根據科马克·奥·格拉达，學界共識是約210萬人。當時的死亡數據被低估，在農村尤為嚴重。大量死亡和遷出的人口並未被統計。隨著飢荒的發展，受害者的死因也有所變化。
在早期，孟加拉各地的糧食危機以不同速度惡化。印度政府把糧食危機的起始時間訂為1942年加爾各答空襲時，1943年5月升級為全面飢荒。但在部分地區，糧食危機早在1942年中已經發生。1942年12月之後，各地官員開始匯報「突然」和「令人擔憂」的通脹，米價急升接近一倍；到了1月部分地區的糧食供應一嚴重不足，造成民眾痛苦。1943年5月，朗布尔、迈门辛、巴克甘傑、吉大港、諾阿卡利、特里普拉這六個地區率先通報餓死個案。吉大港和諾阿卡利處於恒河三角洲的「拒絕船隻」區域，受災特別嚴重。在5月到10月，飢餓為主要死因，加爾各答的醫院人滿為患。根據飢荒調查委員會報告，街頭和醫院的飢民瘦骨嶙峋，宛如「活著的骸骨」。孟加拉的所有人口群體都被疾病波及，但餓死的人大多為農村貧民。
1943年11月，飢餓而死的數字達到高峰。當年10月左右，疾病加速蔓延，在12月前後超越飢餓成為主要死因，相關的死亡持續到1944年中。在疾病之中，瘧疾最為致命，當中1943年12月因瘧疾而死的人數為平均的兩倍。在疫情的高峰，加爾各答醫院的血液樣本有接近52%驗出了瘧原蟲。由於瘧疾的症狀和其他致命的發熱疾病相似，瘧疾死亡人數的統計並不準確。其他和飢荒相關的死因包括痢疾以及營養不良造成的腹瀉。由於先前氣旋造成水污染，加上當地衛生情況差、難民營擁擠，霍亂持續影響孟加拉。由於孟加拉天花疫苗接種不足、無法隔離患者，天花也在孟加拉流行。

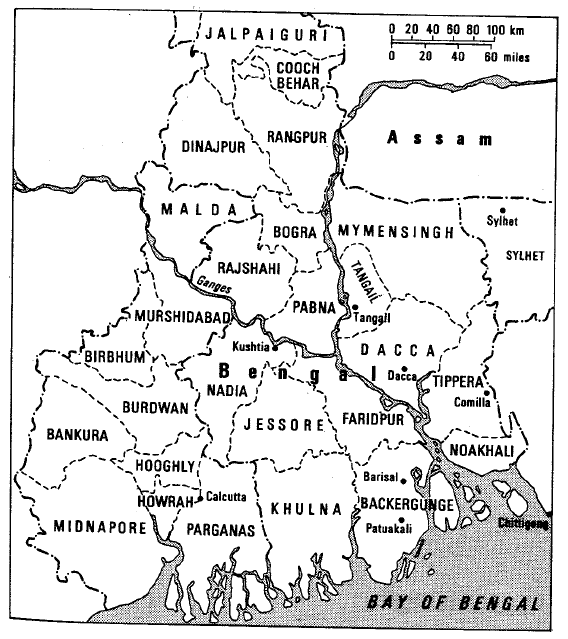
1943年孟加拉行政區劃

雖然幼兒和老人更容易受疾病和飢餓影響，孟加拉成年人和較年長兒童死亡比率最高。然而由於城市充斥著年幼和年長的移民，他們的死亡比率則更高。一般來說，男性的死亡率比女性高，但女嬰的死亡率卻比男嬰高。由於移民和自然災害等因素，飢荒的死亡率也有地區差異。總體來說，孟加拉東部死亡率最高，其次為西部，而北部的死亡率相對較低。雖然孟加拉西部的農作物短缺最嚴重，但東部距離戰場最近，受「拒絕船隻」政策影響最大，而且當地種植稻米的比率較低。孟加拉西部的工人能獲得糧食作為報酬的一部分，但東部的工人更有可能只獲得金錢的報酬，但薪金趕不上通脹，他們更難購買糧食。
下圖為1943年之1944年的超額死亡數字，死亡率為每千人的死亡人數。
| 死因                 | 飢荒前 1937年至1941年 | 飢荒前 1937年至1941年 | 1943年 | 1943年 | 1944年 | 1944年 |
| -------------------- | --------------------- | --------------------- | ------ | ------ | ------ | ------ |
| 死因                 | 死亡率                | 死亡率                | 死亡率 | %      | 死亡率 | %      |
| 霍亂                 | 0.73                  | 0.73                  | 3.60   | 23.88  | 0.82   | 0.99   |
| 天花                 | 0.21                  | 0.21                  | 0.37   | 1.30   | 2.34   | 23.69  |
| 發熱                 | 6.14                  | 6.14                  | 7.56   | 11.83  | 6.22   | 0.91   |
| 瘧疾                 | 6.29                  | 6.29                  | 11.46  | 43.06  | 12.71  | 71.41  |
| 腹瀉/痢疾            | 0.88                  | 0.88                  | 1.58   | 5.83   | 1.08   | 2.27   |
| 其他死因（包括飢餓） | 5.21                  | 5.21                  | 7.2    | 14.11  | 5.57   | 0.74   |
| 總計                 | 19.46                 | 19.46                 | 31.77  | 100.00 | 28.75  | 100.00 |

從上圖可見，瘧疾是飢荒期間死亡的主因，1944年尤為嚴重。相反，1943年霍亂造成大量死亡，但到了1944年霍亂造成的死亡大幅減少，天花造成的死亡人數卻大幅上升。餓死的人數在1943年達至頂峰，到了隔年則顯著下降。
在孟加拉，瘧疾藥物奎寧短缺並且流入黑市，瘧疾疫情在1943年12月達到頂峰，並在1944年持續。更進階的抗瘧疾藥物米帕林幾乎只有分發給軍隊等「優先階層」，滴滴涕等農藥只在軍事基地附近噴灑，巴黎绿在其他地方被用作殺蟲劑。藥物的分配不均可能導致了城市的瘧疾死亡率較低。和瘧疾一樣，因腹瀉和痢疾致死的個案也在1943年12月達到高峰。霍亂致死的個案在1943年10月最高，隔年因疫苗接種計劃而下降，隨後當局也展開了天花疫苗接種行動，但成效不佳。當時，孟加拉並不把「餓死」的人數單獨列出，而會被分在「其他死因」之中。
在整場飢荒中，飢餓和疾病的相互影響導致了大量人口死亡。普遍的飢餓和營養不良削弱了孟加拉人的免疫系統，加快了疾病的傳播。同時，由於孟加拉的社會動盪不安，大規模移民、人口擁擠、衛生惡劣、垃圾處理不良、害蟲氾濫、死者無人埋葬等一系列問題，讓疫情加速擴散。

## 社會混亂

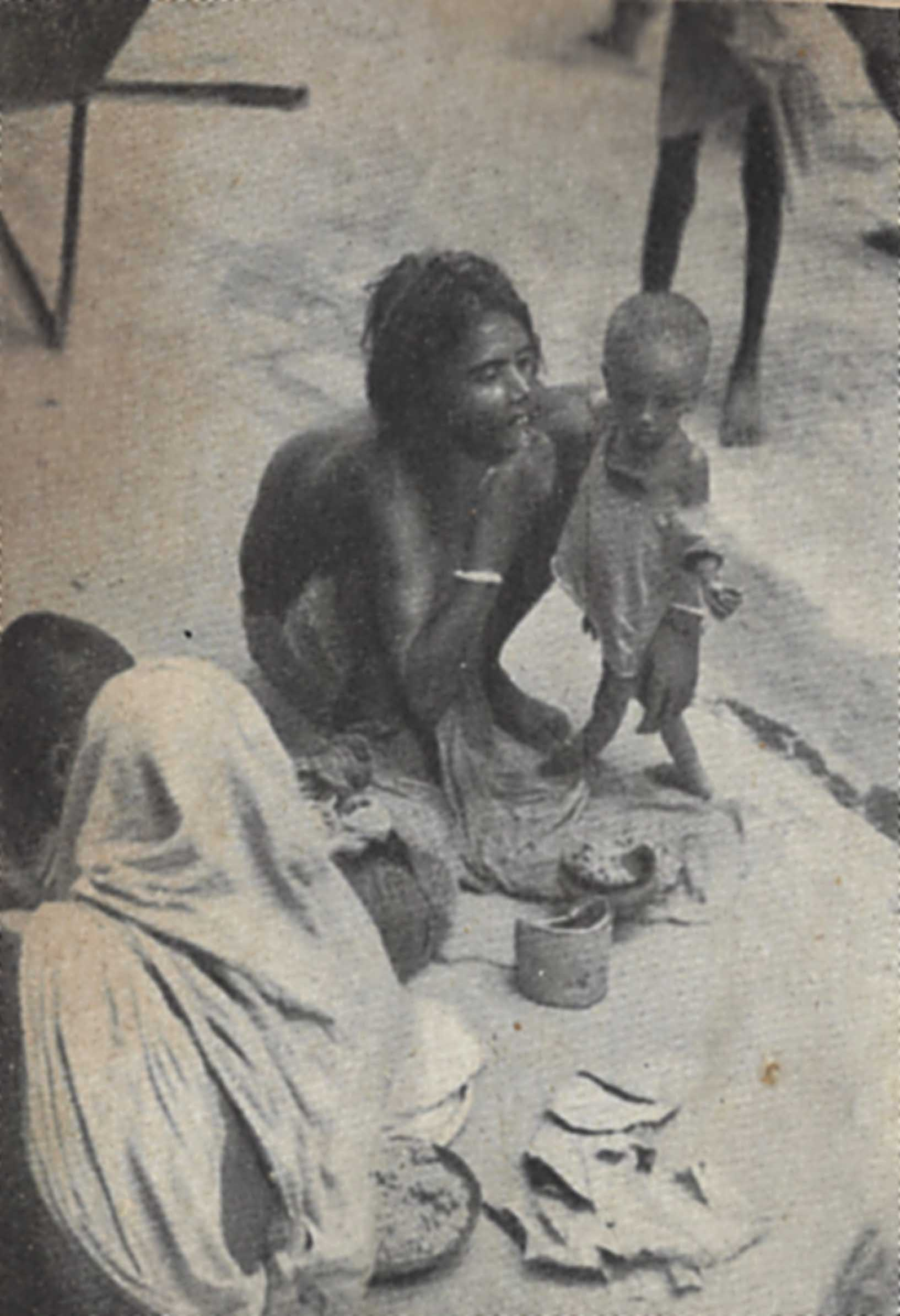
飢荒期間加爾各答街頭的家庭

儘管孟加拉在飢荒前發生過暴力騷亂，但在飢荒期間，孟加拉沒有發生有組織的騷亂。然而，飢荒導致當地醫療和供應短缺，食物和藥物來不及供應，孟加拉的醫療設備也完全無法應付。當時孟加拉的農民在危機時會依靠地主，以獲得生活保障，但飢荒時地主自身難保，拋棄了農民。
飢荒導致家庭破碎，孟加拉兒童被遺棄、販賣、甚至遭到性剝削。在城外，乞討的兒童排隊長達數公里，他們赤身露體、無家可歸、沒有父母、朋友，唯一的財產就是空罐子。馬希沙達爾一名教師目睹了兒童進食「乞丐排泄物裡的未消化穀物」。民眾發起飢餓遊行要求救濟，而佃農和無地工人則從富裕地主的倉庫掠奪糧食。作家斐達·貝荻表示飢荒「不只是大米供應不足的問題，更是社會分崩離析的問題」。

### 人口遷移
飢荒對農村貧困人口的打擊最大，隨著飢荒持續，他們千方百計掙扎求存。他們減少進食、變賣財物，最終家庭破碎。男人賣掉田地，離開家鄉去求職或參軍，女人和小孩變得無家可歸，被迫遷移至加爾各答等大城市求援。
在加爾各答，大量農村貧困人口進入城市，橫死街頭，約有10萬至15萬人個病人進入了加爾各答。當他們離開鄉村後，存活的機會不高，很多人死在路邊，路上遍佈骸骨。

### 衛生惡劣
社會的混亂造成了孟加拉衛生條件的災難性崩潰。大規模移民導致洗衣和煮食的工具被變賣，設施被拋棄，人民只能在街頭喝雨水解渴，隨地便溺。孟加拉的醫院極其髒亂，衛生相當惡劣，病人無法得到適當照顧，出現消瘦、腹瀉等症狀。到了1943年10月，總督魏菲爾領導軍隊接管救援物資，醫療資源變得充足，孟加拉醫療的狀況才有所改善。
由於死亡人數太多，墓地和火葬場不堪負荷，餓殍陳屍街頭。在鄉村，屍體經常被丟棄在河流和水源中。有倖存者表示他們沒有辦法埋葬死者，也沒有力氣去祭祀，只能把屍體拖進水溝裡。屍體被遺棄在公眾地方腐爛，屍體和活人都被禿鷹啄食或被狼拖走運河旁隨處可見被動物蹂躪的屍體，有記者在1943年11月在梅迪尼布爾七英里的船程發現至少500具骸骨。孟加拉的報紙把孟加拉比喻為「巨大的火葬場」、「鬼魂和惡靈的聚集地」。

### 衣料短缺

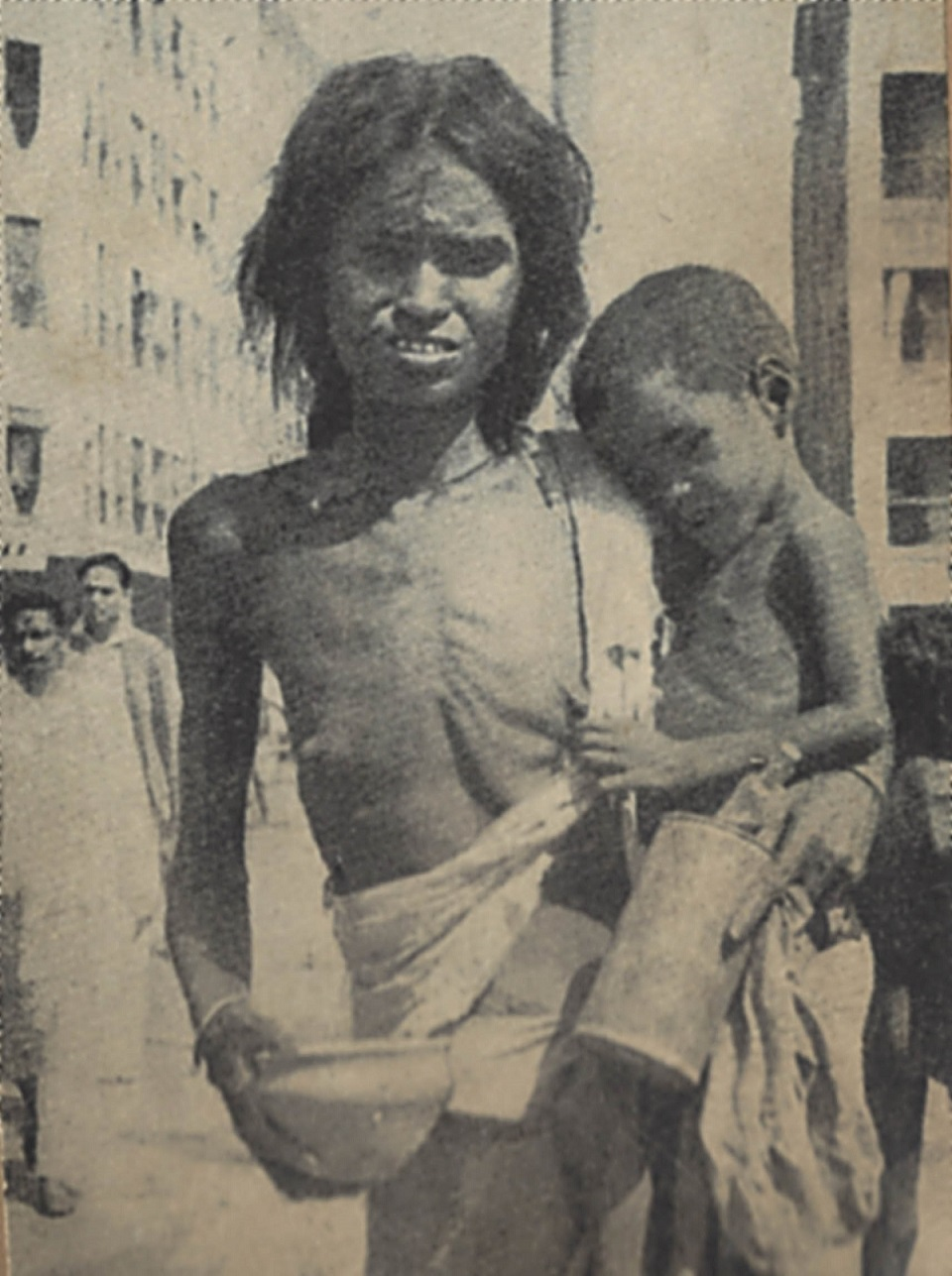
飢荒期間加爾各答的母親和孩子

飢荒期間，孟加拉的布料極度短缺，讓孟加拉的窮人只能穿破布甚至赤裸過冬。英軍以低價購買了印度製造的鞋子、降落傘、制服、毯子，消耗了將近所有印度生產的紡織品，印度的棉花、絲綢、皮革和羊毛都被軍隊用盡。
剩餘的一小部分紡織品被投機者購買，出售給平民，但仍然受到嚴重通膨影響；1943年5月的價格比1939年8月高出了425%，並非「優先階層」的人民的衣料供應日漸短缺。有人盜墓取衣，或在偏僻地方剝掉別人的衣服，甚至有婦女因為缺少衣服而自殺。很多婦女整天留在房間裡，與女性親屬共用一塊布，只能輪流外出。

### 婦孺剝削
飢荒導致對婦女的剝削加劇，婦女買賣案例增加。在飢荒前，孟加拉的農村低種姓的貧困部落婦女已經經常被喬特達（富農）性剝削。氣旋和飢荒過後，大量婦女變賣或失去所有財產，被男性拋棄。移居至加爾各答的婦女只能靠乞討或賣淫來維持生計，唯一的收入就是食物。1943底，一船船的婦女在孟加拉東部準備出售。女孩也被賣給軍人，男孩則成為淫媒。家庭將年幼的女孩送給富裕地主，以換取少量的金錢或糧食，或是送去賣淫。女孩被甜食引誘並被綁架至妓院，終日活在恐懼之中，隨時面對死亡，但她們無法在外面存活，只能留在妓院。被性剝削的婦女不被社會接納，無法回歸家庭。在高度重視女性貞潔的社會中，這些女性被永久邊緣化。
在飢荒期間，約有數以萬計的兒童淪為孤兒。兒童被遺棄在路邊和孤兒院門前，或被賣出以換取少至1公斤的大米。兒童被賣後成為僕人。歷史學家保羅·格林諾（Paul Grenough）認為，飢荒期間對婦女和兒童的剝削對社會造成極其巨大的損失。

### 救濟工作

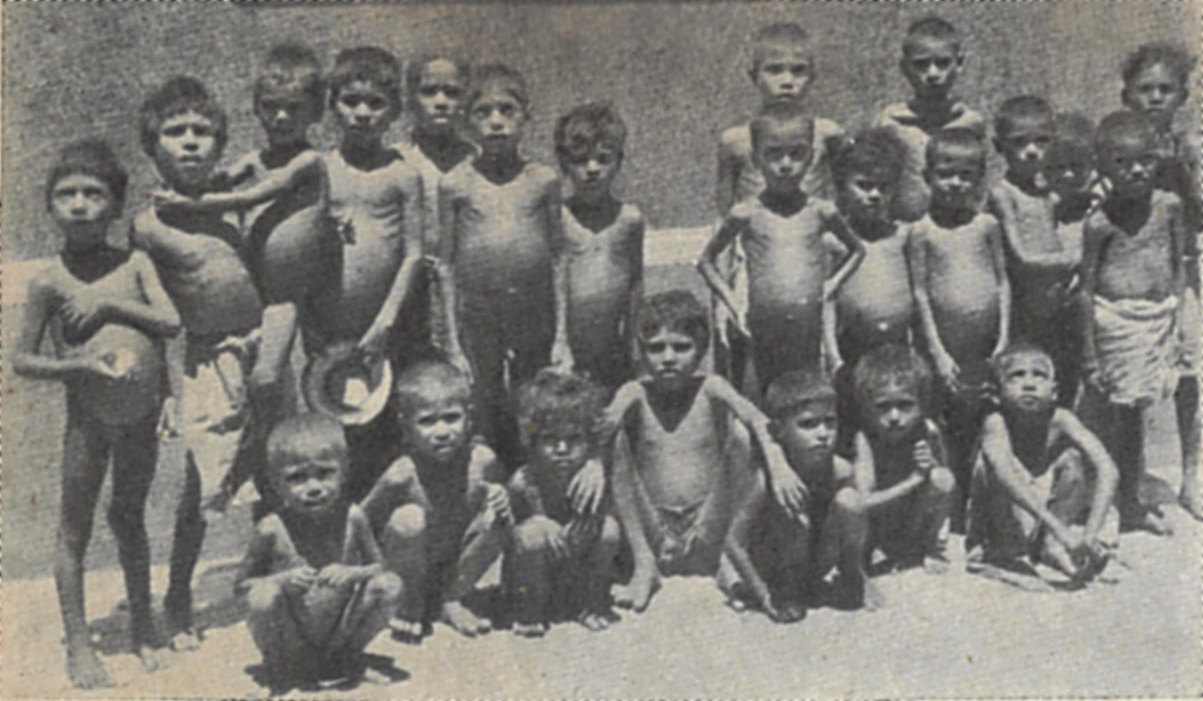
在飢荒中倖存的孤兒

飢荒期間，孟加拉省政府和印度殖民政府的反應遲鈍，1943年初有私人組織發放了少量的援助，但只限於加爾各答附近。在4月，政府援助開始流入偏遠地區，但仍極度有限，大部分的現金和糧食都流向了較富裕的地主和中上階層。這一階段的援助分為三種：農業貸款、無償糧食援助和「試驗工作」。試驗工作是指以辛勞工作換取的少量金錢和食物。政府認為，如果有大量人為了獲取食物而選擇辛勞工作，就代表飢荒的情況已經很嚴重了，但政府最終仍沒有宣布進入飢荒狀態。農業貸款對沒有土地的窮人沒有幫助，而大部分救濟的糧食都流向了市場，不僅無法幫助窮人，更把窮人置於和富人的直接競爭之中。因此，從危機開始直到1943年8月左右，私人慈善機構是窮人獲取援助的主要途徑。
由於孟加拉省政府不知如何應對因人為衝擊導致的市場癱瘓，政府推遲了援助計劃。再者，政府最關心的是城市中產階級，而非農村的貧困人口。省政府也期望印度殖民政府能從外省運送糧食來救濟孟加拉，但省政府長期宣稱當地的大米供應「充足」，不敢承認短缺，避免糧食囤積。在政府援助的分配中，貪腐和裙帶關係猖獗，經常有將近一半的物資流入了黑市或官員的親友手中。儘管根據飢荒相關的法律，政府可以宣布進入飢荒狀態來增加援助，但是政府沒有這樣做。
鑑於政府的援助起初有限，不同的私人團體和義工嘗試滿足當地的緊急需求。左翼人士、商人、婦女團體、遠至卡拉奇的公民和身處東非等地的印度僑民紛紛響應，協助救濟工作，捐贈食物、金錢和布料。支持英國參戰的團體和反戰的民族主義者各自設立了救濟基金和援助團體，雖然些團體的努力被印度教和穆斯林宗派主義破壞，被指控援助偏袒某一方，但這些團體仍然提供了重要的援助。
1943年5月，省級貿易壁壘被廢除，糧食流入加爾各答的買家，但在7月17日達摩達河在梅迪尼布爾氾濫，破壞了主要鐵路線，嚴重阻礙鐵道運輸。隨著飢荒惡化，省政府在1943年8月設立稀粥廚房，但份量僅僅足矣維持生命，而且有時侯稀粥腐壞或被泥土污染。稀粥的米經常被較難消化的穀物取代，有民眾進食後腸胃不適甚至死亡。
8月，受損的鐵道被修復，重要物資在9月被送往加爾各答。然而，孟加拉掌管民生物資的部門人手和設備不足，無法分配物資，大量糧食被堆放在加爾各答植物園等空曠地方。10月，博爾德·韋維爾元帥接任印度總督，兩週內就要求軍方協助運輸和分發重要物資。援助物資迅速被送達，英國出動皇家空軍和軍用卡車，向農村地區發放物資。孟加拉從旁遮普進口了穀物和醫療資源，舒緩了醫療資源短缺。部份普通的士兵違抗命令向窮人提供軍用口糧充飢，他們因為在救濟工作的高效被孟加拉人尊敬。同年的12月，由於先前大片農地改為種植稻米，孟加拉的稻米迎來「有史以來最大的豐收」，米價開始下降。撐過了飢荒和疾病的人自行收割了稻米，但部分村莊已經沒有人能夠從事收割。對比其他官員的遲鈍，韋維爾果斷推出一系列政策，承諾以其他省份的糧食來餵飽孟加拉農村人民、設立配給制度，並以辭職作威脅，說服英國增加進口。1944年1月，所有官方的救濟工作結束。

## 經濟和政治影響
孟加拉大饑荒加速了原先存在的社會經濟進程，導致貧富差距惡化，嚴重破壞了孟加拉的經濟和社會結構，摧毀了數百萬個家庭。飢荒導致孟加拉人不堪重負，陷入貧困，被迫出售土地等資產。隨著飢荒蔓延，孟加拉約160萬個家庭全部或部分出售或抵押了田地，當中有16萬個家庭徹底失去了所有土地，由地主淪為勞動者。多個職業的收入都有下降。從絕對數字來看，飢荒後貧窮最嚴重的是婦女和無地農民。相對來說，從市農村貿易、漁業、船夫、牛車夫等受到的打擊也很大。
緬甸陷落後，殖民政府對食物和醫療資源分配的恐慌反應產生了重大的政治後果，錯誤的政策可能促進了英屬印度統治的崩潰。「拒絕船隻」政策激起全印度的廣泛反對，圣雄甘地也發表社論批評，助長了印度独立运动。「拒絕政策」引起了公眾的擔憂，助長了1942年的「退出印度運動」，反過來讓戰時內閣強硬回應。印度國民大會黨的決議猛烈抨擊「拒絕政策」，因此被戰時內閣視為叛國，導致國大黨的領導層日後被捕。飢荒在印度被視為全國的不公正，被贾瓦哈拉尔·尼赫鲁稱為英國在印度統治的最終審判。本傑明·R·西格爾（Benjamin R. Siegel）認為飢荒改變了印度的政治格局，凸顯了印度自治的必要。關於飢荒的報導聯繫了印度人和孟加拉人，一場局部的飢荒最終演變為全印度反對殖民的事件。

## 媒體報導
加爾各答的主要的英文報紙為英資的《政治家報》和印度獨立運動家編輯的《甘露市场报》。在飢荒早期，政府施壓報社，希望平息公眾對糧食供應的擔憂，強調當地沒有大米短缺。因此，《政治家報》發表社論，聲稱飢荒「完全是由投機行為和囤積引起的」，並讚揚了政府部門的努力。有關危機的報導遭受了嚴格的戰時審查，不允許使用「飢荒」等字眼，後來《政治家報》表示英國政府似乎在向公眾隱瞞孟加拉發生飢荒的事實。
1943年7月中旬開始，以上兩份報紙才開始發表對飢荒的詳細報導，包括了飢荒的範圍、影響，以及各界的反應。1943年8月22日，《政治家報》的編輯伊恩·斯蒂芬斯（Ian Stephens）發表了一系列飢荒受害者的照片，當中的小孩肋骨突出，大量「木棍般」的人擠在一起，登上了頭條新聞，英國國內和國際社會開始意識到飢荒的嚴重性。隔天早上，德里的二手報紙價格飆升，美国国务院政策制定者也傳閱了相關報導。英國本土的《衛報》表示飢荒恐怖得難以形容。雖然受到審查壓力，《政治家報》仍在下週刊登了更多照片。這些照片的發佈和斯蒂芬斯的社論促使英國政府救濟災民，這個決定得到了包括飢荒調查委員會等的讚譽，被形容為拯救了很多生命的勇氣之舉。隨後，《甘露市場報》和印度共產黨的機關報《人民戰爭》也刊登了類似照片。
印度畫家奇塔普羅薩德·巴塔查里亞（Chittaprosad Bhattacharya）發表了飢荒場景的速寫本，隨即被英國政府查禁，5000冊被沒收銷毀。其中一本被奇塔普羅薩德的家人藏匿，目前在德里美術館展出。孟加拉畫家扎伊努尔·阿贝丁也有關於飢荒的速寫。
1973年，導演萨蒂亚吉特·雷伊把一部關於孟加拉飢荒的小說改編為同名電影《遙遠的雷聲》，成為了《紐約時報》評選的「史上最佳的1000部電影」之一。

## 歷史學
飢荒過去後，關於飢荒成因的爭議持續不斷。統計數據的準確性受到質疑，對飢荒的分析和結論都被政治化。
1942年末糧食失收的程度和對其後飢荒的影響有多深仍有爭議，當中糧食供應短缺（第一種觀點）和糧食交換權利失衡（第二種觀點）何者影響較大仍被爭論。前者觀點認為天災和戰爭導致的糧食歉收是飢荒主因，後者觀點則認為孟加拉的社會問題（例如貧窮）和擾亂市場的事件（例如戰爭）相互影響，讓部分人在糧食足夠的時候也不能獲取食物。
兩邊的觀點都認為緬甸陷落、氣旋風暴和褐斑病在一定程度上導致孟加拉出現糧食短缺。然而，持有第二種觀點的人不認為糧食短缺是主因，而持有第一種觀點的人（如彼得·鮑勃里克）認為糧食供應的急劇下降是飢荒的關鍵。S. Y. 帕德馬納班（S.Y. Padmanabhan）和馬克·陶格都認為褐斑病的影響被大幅低估。褐斑病不易察覺，孟加拉的官員可能因此忽視了褐斑病。
相反，诺贝尔经济学奖得主阿馬蒂亞·森則形容孟加拉飢荒是「權利的飢荒」。阿馬蒂亞·森指出孟加拉本應有足夠資源來養活人口，但戰事通脹、投機購買、恐慌性囤積讓孟加拉的貧困人口無法購買糧食，造成飢荒。這又導致了無地農民的實際工資下降，進一步加劇飢荒。受《政治家報》的編輯伊恩·斯蒂芬斯啟發，阿馬蒂亞·森認為民主國家的新聞自由能夠避免飢荒。
飢荒的發生也有政治因素。對於英國政府在飢荒的角色，一派認為政府無意造成或無法應對飢荒，另一派認為政府故意造成或忽視了飢荒。前者認為政府無能、不知所措、混亂，造成了一系列可避免的政策失誤；後者則認為飢荒是殖民統治菁英戰時優先政策的產物，出於軍事考慮，孟加拉的窮人得不到救濟。

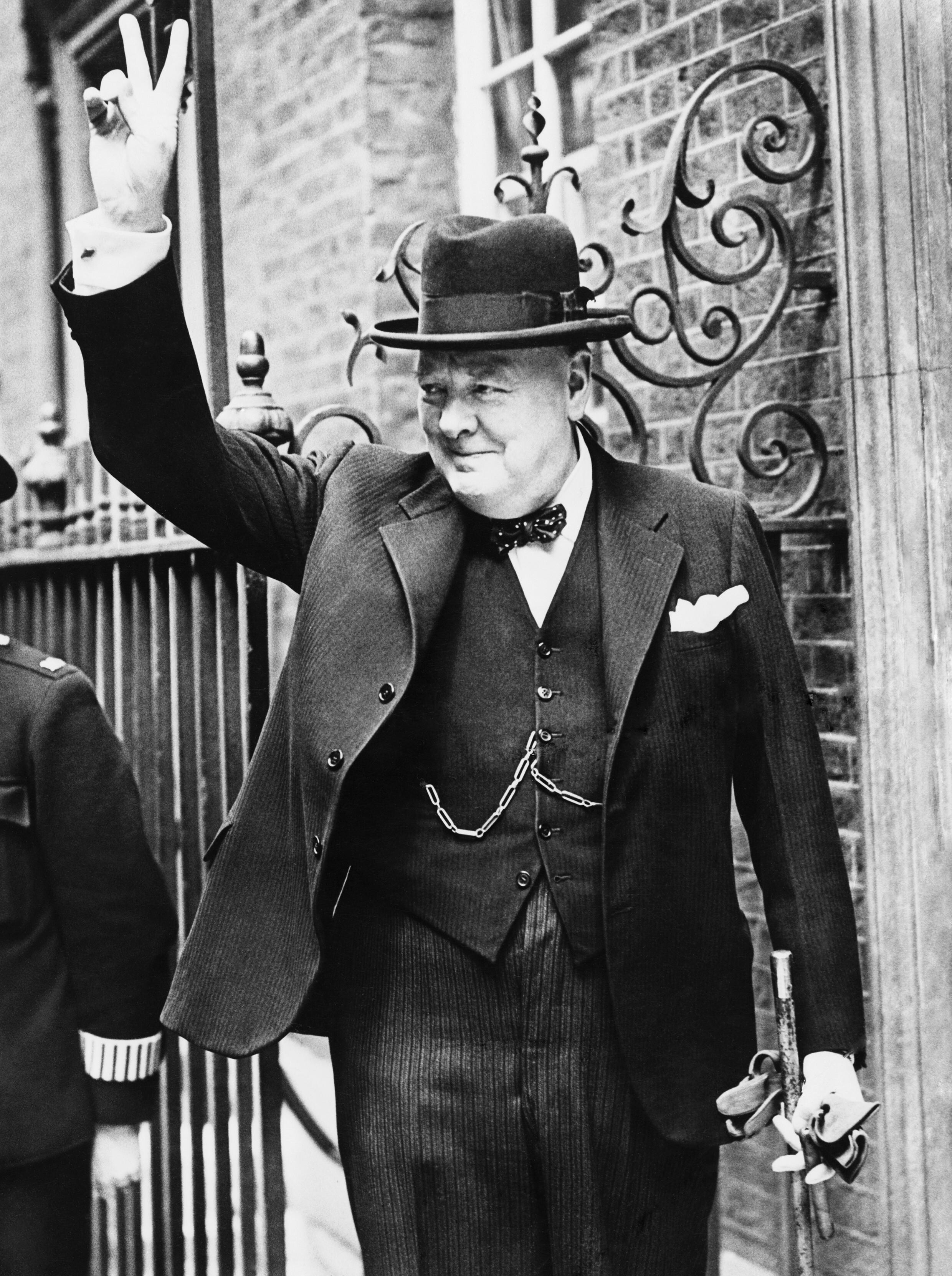
1943年的英國首相溫斯頓·邱吉爾

阿馬蒂亞·森認為英國政府處置失當的原因是英國誤解了飢荒成因。阿馬蒂亞·森認為英國把重點放在了緩解糧食不足，但真正的問題是食物價格過高，民眾無法負擔，才是飢荒的主因。相反，科馬克·奧·格拉達則認為飢荒的主因是糧食歉收，而非囤積或投機行為。他認為缺乏政治意願和戰爭的壓力迫使英國政府作出一系列決定，包括「拒絕政策」、拒絕宣布飢荒狀態、以及省際貿易壁壘，造成糧食市場「巴尔干化」。英國政府為了滿足戰時目標，犧牲了印度的利益，甚至不惜讓印度人挨餓。英國政府早就意識到這些後果，但由於印度人並沒有直接協助英國作戰，英國犧牲了印度，因此這觀點認為英國政府對孟加拉飢荒負有道德責任。飢荒期間，總督林利思戈侯爵不想侵犯省份自治，沒有運用權力消除省際貿易壁壘，阻礙了糧食流通，也負有責任。印度經濟學家烏察·帕特奈克（Utsa Patnaik）認為政府的政策導致了工資趕不上通脹，故意讓窮人得不到食物，導致廣泛的飢荒，是英國系統性殖民剝削的一部分
由新聞工作者瑪都希·穆克吉陳述、自飢荒時期就存在的論點則指控温斯顿·丘吉尔等英國政府關鍵人物出於种族主义、維護帝国主义、對退出印度运动和孟加拉民族主義的憤怒，反感印度人民和其獨立運動。其中，邱吉爾曾向艾默里說過「印度人像兔子一樣繁殖」等言論，艾默里則在日記寫道「邱吉爾如此討厭印度，把一切對印度的援助視為浪費」。蒂爾坦卡·羅伊（Tirthankar Roy）則不同意這一觀點，認為由於地方政府發佈了假消息，例如侯赛因·沙希德·苏拉瓦底宣稱孟加拉沒有糧食短缺，才導致了英國政府反應遲鈍。
由英屬印度政府任命的飢荒調查委員會和其主席都認為大部份責任不在英國政府。委員會報告承認價格管控和糧食運輸的部分失敗，但把矛頭指向了地方政治人物和孟加拉省政府。委員會表示孟加拉政府有能力採取措施防止飢荒發生，但孟加拉政府沒有控制好糧食供應。飢荒調查委員會被指控故意不批評、偏袒英國，但彼得·鮑勃里克認為該報告大致準確，並支持其分析。根據《政治家報》的社論，早在1943年，英國就指責印度官員應該為飢荒負責。
保羅·格林諾認為，由於本身的人口壓力和市場問題，孟加拉容易受飢荒影響，一系列擾亂市場的政策直接導致了飢荒，而戰爭、政治衝突和自然災害則加劇了飢荒。危機發生後，社會的各階層都被拋棄：男性拋棄了親屬、地主拋棄了庇護者、而政府也拋棄了農村貧困人口。被拋棄的人處於弱勢，在飢荒中面臨死亡。
最後還有一指控，認為大型工業家的投機行為、戰時牟利、囤積和貪污大幅加劇了飢荒。根據150萬人死於飢荒的假設，飢荒調查委員會計算出每死一個孟加拉人，商人就可以額外賺取接近1000盧比。委員會指出孟加拉有很多人生活富足，而其他人卻在挨餓，全省腐敗盛行，深入社會的各階層。
2019年，維馬爾·米甚拉（Vimal Mishra）聯同印度和美國的研究人員在《地球物理研究通訊》發表研究報告，總結出邱吉爾的政策顯著促成了飢荒。報告指出1943年的孟加拉飢荒和印度以往的飢荒不一樣，並非由嚴重旱災引起，而是戰時市場混亂、邱吉爾政府持續從印度出口糧食和拒絕緊急援助的後果。相反，面對1873至1874年的比哈爾飢荒，地方政府的反應更有效，反映出英國殖民政策加劇了孟加拉飢荒。

## 註譯
1. 1 2 3  並不包括奧里薩省死亡人數。對死亡人數的估算差異甚大，詳見Maharatna (1996，第214–231頁)第215頁表5.1。Devereux (2000，第6頁)估計範圍為210萬至300萬人，下限源自Dyson & Maharatna (1991)，上限源自阿马蒂亚·森[1]。阿马蒂亚·森估計1943年至1946年死了270萬至300人[2]。
科马克·奥·格拉达在書中寫到「估計有80萬至380萬人在飢荒中死亡，學界共識是約210萬人」[3]
保羅·R·格林諾認為與飢荒相關的死亡人數為350萬至380萬[4]。
1945年，飢荒調查委員會估計，在1943年1月至1944年6月[5]，孟加拉6,030萬人口中有約150萬飢荒相關死亡[6]。加爾各答大學人類學者K. P. 查托帕迪亞伊估計1943年有350萬飢荒相關死亡，但被其他學者認為過高（Greenough 1982，第300–301頁；Dyson & Maharatna 1991，第281頁）
2. ↑  Famine Inquiry Commission (1945a，第5頁)：「孟加拉的總耕地面積接近2900萬英畝，各種作物的總播種面積通常達3500萬英畝。主要作物是稻米，種植面積略低於2600萬英畝。孟加拉可謂『種稻和吃稻米的人』之地。」
3. ↑  小麥只在加爾各答屬於主食(Knight 1954，第78頁)(Famine Inquiry Commission 1945a，第31頁)。
4. ↑  根據兩份研究(Government of Bengal 1940b)Mahalanobis, Mukherjea & Ghosh (1946)，孟加拉在飢荒前有至少一半農業人口無地或少地，持續面臨著糧食不足的威脅(Mahalanobis, Mukherjea & Ghosh 1946，第372, 374頁)
5. 1 2  1943年1月下旬，林利思戈侯爵維克托·霍普向印度事務大臣里奧·艾默里表示「考慮到我們糧食方面的困難，我告訴孟加拉總理，即使孟加拉出現大米短缺，也要為錫蘭生產更多大米」(Mansergh 1971，第544, Document no. 362頁)A. Sen (1977，第53頁)Ó Gráda (2008，第30–31頁)Mukerjee (2010，第129頁)J. Mukherjee (2015，第93頁)
6. ↑  Ó Gráda (2009，第154頁)J. Mukherjee (2015，第58頁)Iqbal (2010，第282頁)De (2006，第12頁)
7. 1 2  1943年，整個孟加拉的殖民統治機構都受到破壞行為影響，出現151宗爆炸案、153宗公共建築損毀案件、4個警察局被摧毀、57宗破壞道路的案件(Chakrabarty 1992a，第813頁)
8. ↑  參見A. Sen (1977)、A. Sen (1981a)、A. Sen (1981b)、Bowbrick (1986)、Tauger (2003)、Islam (2007a)、Devereux (2001)

### 引文
1. ↑  Devereux 2000，第5頁.
2. ↑  A. Sen 1980，第202頁; A. Sen 1981a，第201頁.
3. 1 2  Ó Gráda 2007，第19頁.
4. ↑  Greenough 1982，第299–309頁.
5. ↑  Greenough 1982，第300頁.
6. ↑  Famine Inquiry Commission 1945a，第109–110頁.
7. ↑  . 2020-07-20  [2024-06-19] （英国英语）.
8. ↑  Monbiot, George. . The Guardian. 2022-03-30  [2024-07-01]. ISSN 0261-3077 （英国英语）.
9. ↑  . www.epw.in. 2018-10-17  [2024-07-01] （英语）.
10. ↑  Patnaik, Utsa. . Studies in People's History. December 2017, 4 (2): 197–210. ISSN 2348-4489. doi:10.1177/2348448917725856 （英语）.
11. ↑  Safi, Michael. . The Guardian. 2019-03-29  [2024-06-19]. ISSN 0261-3077 （英国英语）.
12. ↑  . 2020-07-20  [2024-06-19] （英国英语）.
13. ↑  . BBC News.   [2024-06-19] （英国英语）.
14. ↑  Osborne, Samuel. . The Independent. 2017-08-14  [2024-06-19] （英语）.
15. 1 2 3  Arnold 1991，第68頁.
16. ↑  Bose 1986，第33–37頁.
17. 1 2  Ó Gráda 2008，第20頁.
18. ↑  J. Mukherjee 2015，第6–7頁.
19. 1 2  Mahalanobis, Mukherjea & Ghosh 1946，第338頁.
20. ↑  Famine Inquiry Commission 1945a，第10頁.
21. 1 2 3  De 2006，第13頁.
22. 1 2  Bayly & Harper 2005，第284–285頁.
23. ↑  A. Sen 1977，第36頁; Tauger 2009，第167–168頁.
24. ↑  Famine Inquiry Commission 1945a，第32–33頁.
25. ↑  Islam 2007a，第433頁.
26. ↑  Das 2008，第61頁.
27. ↑  Islam 2007a，第433–434頁.
28. ↑  Dyson 2018，第158頁.
29. 1 2  Roy 2019，第113頁.
30. ↑  Dyson 1991，第279頁.
31. ↑  Weigold 1999，第73頁.
32. ↑  Famine Inquiry Commission 1945a，第4, 203頁.
33. 1 2  Greenough 1982，第84頁.
34. ↑  Islam 2007b，第185頁.
35. ↑  Islam 2007b，第200–204頁.
36. ↑  Roy 2006，第5393–5394頁.
37. ↑  Roy 2007，第244頁.
38. ↑  Islam 2007b，第203–204頁.
39. ↑  Greenough 1982，第61–84頁.
40. ↑  Das 1949，第第11章，第96–111頁.
41. ↑  Washbrook 1981，第670頁.
42. ↑  Mahalanobis, Mukherjea & Ghosh 1946，第382頁.
43. ↑  S. Bose 1982b，第469頁.
44. ↑  Mahalanobis 1944，第70頁.
45. ↑  Islam 2007b，第55–56頁.
46. ↑  C. Bose 1930，第2–3, 92, 96頁.
47. 1 2  Ó Gráda 2015，第12頁.
48. ↑  Mukherji 1986，第PE-21頁; Iqbal 2009，第1346–1351頁.
49. ↑  Chaudhuri 1975; Chatterjee 1986，第170–172頁; Arnold 1991，第68頁.
50. ↑  Bekker 1951，第319, 326頁.
51. ↑  Das 2008，第60頁.
52. ↑  Cooper 1983，第230頁.
53. ↑  Ray & Ray 1975，第84頁; Brennan, Heathcote & Lucas 1984，第9頁.
54. ↑  Mukherji 1986; S. Bose 1982b，第472–473頁.
55. ↑  Ali 2012，第135–140頁.
56. ↑  Ali 2012，第29頁; Chatterjee 1986，第176–177頁.
57. ↑  J. Mukherjee 2015，第60頁.
58. ↑  Greenough 1982，第66頁.
59. ↑  Mukherji 1986，第PE-18頁; J. Mukherjee 2015，第39頁.
60. ↑  S. Bose 1982b，第471–472頁; Ó Gráda 2009，第75頁.
61. ↑  Chatterjee 1986，第179頁.
62. ↑  S. Bose 1982b，第472–473頁; Das 2008，第60頁.
63. ↑  Ali 2012，第128頁; S. Bose 1982b，第469頁.
64. ↑  Hunt 1987，第42頁; Iqbal 2010 chapter 5, particularly p. 107
65. ↑  Mahalanobis, Mukherjea & Ghosh 1946，第341頁; A. Sen 1981a，第73頁.
66. ↑  J. Mukherjee 2015，第63–64頁; Iqbal 2011，第272–273頁.
67. ↑  Famine Inquiry Commission 1945a，第8–9頁; Natarajan 1946，第542, 548 note 12頁; Brennan 1988，第10–11頁.
68. ↑  Mukerjee 2014，第73頁; Iqbal 2011，第273–274頁.
69. ↑  Iqbal 2010，第14–15頁.
70. ↑  Kazi 2004，第154–157頁; Iqbal 2010，chapter 6, see for example the map on page 187.
71. ↑  McClelland 1859，第32, 38頁.
72. ↑  Hunt 1987，第127頁; Learmonth 1957，第56頁.
73. ↑  Roy 2006，第5394頁.
74. 1 2  Famine Inquiry Commission 1945a，第128頁.
75. ↑  Tauger 2009，第194–195頁.
76. 1 2  Maharatna 1992，第206頁.
77. ↑  Famine Inquiry Commission 1945a，第98頁.
78. ↑  Tinker 1975，第2頁.
79. ↑  Rodger 1942，第67頁.
80. ↑  Tinker 1975，第8頁.
81. ↑  Tinker 1975，第8–10頁.
82. ↑  Tinker 1975，第11頁.
83. ↑  Tinker 1975，第2–4; 11–12頁.
84. ↑  Famine Inquiry Commission 1945a，第23–24, 28–29, 103頁.
85. 1 2  Bhattacharya 2002b，第101頁.
86. 1 2  Famine Inquiry Commission 1945a，第25頁.
87. 1 2  Wavell 2015，第96–97頁.
88. ↑  Wavell 2015，第99–100頁.
89. ↑  Iqbal 2011，第273–274頁.
90. ↑  Famine Inquiry Commission 1945a，第23頁.
91. ↑  Greenough 1982，第103頁.
92. ↑  Famine Inquiry Commission 1945a，第24頁.
93. ↑  Famine Inquiry Commission 1945a，第29頁.
94. ↑  Famine Inquiry Commission 1945a，第103頁.
95. ↑  Iqbal 2011，第278頁.
96. ↑  J. Mukherjee 2015，第131–132頁.
97. ↑  Famine Inquiry Commission 1945a，第170–171頁; Greenough 1980，第222頁; J. Mukherjee 2015，第40–41, 110, 191頁; De 2006，第2頁.
98. ↑  A. Sen 1981a，第50, 67–70頁.
99. ↑  S. Bose 1990，第715頁.
100. 1 2 3 4  Mukerjee 2010，第221–222頁.
101. 1 2  Rothermund 2002，第115–122頁.
102. 1 2  Natarajan 1946，第49頁.
103. ↑  Mukerjee 2010，第222頁.
104. ↑  Mukherji 1986，第PE-25頁.
105. ↑  Knight 1954，第101頁.
106. ↑  S. Bose 1990，第715頁; Rothermund 2002，第115–122頁; A. Sen 1977，第50頁; Mukherji 1986，第PE-25頁.
107. ↑  Brennan, Heathcote & Lucas 1984，第12頁.
108. ↑  Greenough 1982，第90頁.
109. ↑  Famine Inquiry Commission 1945a，第27頁.
110. ↑  Mukerjee 2010，第66頁; J. Mukherjee 2015，第217頁.
111. ↑  Famine Inquiry Commission 1945a，第25–26頁; Iqbal 2011，第282頁; Ó Gráda 2009，第154頁.
112. ↑  A. Sen 1977，第45頁; S. Bose 1990，第717頁.
113. ↑  Weigold 1999，第67頁; J. Mukherjee 2015，第62, 272頁; Greenough 1982，第94–95頁.
114. ↑  J. Mukherjee 2015，第61–63頁; Ghosh 1944，第52頁.
115. ↑  Greenough 1982，第120–121頁.
116. ↑  J. Mukherjee 2015，第63–65頁; De 2006，第13頁.
117. ↑  A. Sen 1977，第45頁; Bayly & Harper 2005，第284–285頁; Iqbal 2011，第274頁; J. Mukherjee 2015，第67頁.
118. ↑  J. Mukherjee 2015，第9頁.
119. ↑  Ó Gráda 2009，第154頁; Brennan 1988，第542–543頁.
120. ↑  Iqbal 2011，第272頁; S. Bose 1990，第717頁.
121. ↑  J. Mukherjee 2015，第9頁; Pinnell 1944，第5頁.
122. ↑  Iqbal 2011，第276頁.
123. ↑  J. Mukherjee 2015，第65頁.
124. ↑  J. Mukherjee 2015，第67–74頁; Bhattacharya 2013，第21–23頁.
125. ↑  J. Mukherjee 2015，第58–67頁; Iqbal 2011.
126. ↑  Knight 1954，第270頁.
127. ↑  Famine Inquiry Commission 1945a，第17, 192頁.
128. ↑  Knight 1954，第279頁; Yong 2005，第291–294頁.
129. ↑  Famine Inquiry Commission 1945a，第32頁.
130. ↑  Famine Inquiry Commission 1945a，第23, 193頁.
131. ↑  Knight 1954，第280頁.
132. ↑  Famine Inquiry Commission 1945a，第24頁; Knight 1954，第48, 280頁.
133. ↑  Famine Inquiry Commission 1945a，第16–17頁.
134. ↑  A. Sen 1977，第51頁; Brennan 1988，第563頁.
135. ↑  J. Mukherjee 2015，第47, 131頁.
136. ↑  Bhattacharya & Zachariah 1999，第77頁.
137. ↑  Greenough 1982; Brennan 1988，第559–560頁.
138. ↑  Bhattacharya 2002a，第103頁.
139. ↑  A. Sen 1977，第36–38頁; Dyson & Maharatna 1991，第287頁.
140. 1 2  Famine Inquiry Commission 1945a，第30頁.
141. ↑  Famine Inquiry Commission 1945a，第101頁.
142. ↑  Bhattacharya 2002a，第39頁; J. Mukherjee 2015，第42頁.
143. 1 2  Bhattacharya 2002a，第39頁.
144. ↑  Greenough 1980，第211–212頁; J. Mukherjee 2015，第89頁.
145. ↑  Bhattacharya 2002b，第101–102頁.
146. ↑  Famine Inquiry Commission 1945a，第30頁; Ó Gráda 2015，第40頁.
147. 1 2 3  Bhattacharya 2002b，第102頁.
148. ↑  S. Bose 1990，第716–717頁.
149. ↑  J. Mukherjee 2015，第7頁.
150. ↑  J. Mukherjee 2015，第8頁.
151. ↑  J. Mukherjee 2015，第36頁.
152. ↑  Bhattacharya & Zachariah 1999，第99頁.
153. ↑  Datta 2002，第644–646頁.
154. ↑  Bayly & Harper 2005，第247頁.
155. ↑  Mukerjee 2010，第76頁.
156. ↑  Mukerjee 2010，第76–77頁.
157. 1 2 3  Bayly & Harper 2005，第248頁.
158. ↑  Brown 1991，第340頁.
159. ↑  Mukerjee 2010，第77頁.
160. ↑  Bandyopadhyay 2004，第418頁.
161. ↑  Chakrabarty 1992a，第791頁; Chatterjee 1986，第180–181頁.
162. ↑  Bandyopadhyay 2004，第418–419頁.
163. ↑  Panigrahi 2004，第239–240頁.
164. ↑  Bayly & Harper 2005，第286頁.
165. ↑  Mukerjee 2010，第78頁.
166. ↑  De 2006，第2, 5頁; Law-Smith 1989，第49頁.
167. ↑  Greenough 1982，第105, 引述Navanati Papers、"Memo of Rice Mills Association", pp. 181–82頁.
168. ↑  Famine Inquiry Commission 1945a，第1, 144–145頁; Greenough 1982，第104–105頁.
169. ↑  Greenough 1982，第106頁; Famine Inquiry Commission 1945a，第33頁.
170. ↑  Greenough 1982，第106–107頁.
171. ↑  Famine Inquiry Commission 1945a，第34頁.
172. ↑  A. Sen 1977，第36, 38頁.
173. 1 2  Famine Inquiry Commission 1945a，第58頁.
174. ↑  A. Sen 1977，第38, 50頁.
175. ↑  A. Sen 1976，第1280頁.
176. 1 2  Famine Inquiry Commission 1945a，第112頁; Aykroyd 1975，第74頁; Iqbal 2011，第282頁.
177. ↑  Famine Inquiry Commission 1945a，第55, 98頁.
178. ↑  A. Sen 1977，第50頁; Ó Gráda 2015，第55, 57頁.
179. 1 2  Brennan 1988，第543 note 5頁; A. Sen 1977，第32頁.
180. ↑  J. Mukherjee 2015，第111頁.
181. ↑  Famine Inquiry Commission 1945a，第55–58頁.
182. ↑  Famine Inquiry Commission 1945a，第40, 104頁.
183. ↑  A. Sen 1977，第51頁.
184. ↑  A. Sen 1977，第36頁; S. Bose 1990，第716–717頁.
185. ↑  Famine Inquiry Commission 1945a，第58–59頁.
186. ↑  Ó Gráda 2007，第10頁.
187. ↑  Braund 1944; Famine Inquiry Commission 1945a，第32頁.
188. ↑  Brennan 1988，第543頁.
189. ↑  Famine Inquiry Commission 1945a，第32, 65, 66, 236頁.
190. ↑  Brennan 1988，p. 552.
191. 1 2  Brennan 1988，第548頁.
192. ↑  Greenough 1982，第93–96頁.
193. ↑  J. Mukherjee 2015，第78–79頁.
194. ↑  Tauger 2003，第66頁.
195. ↑  Mahalanobis 1944，第71頁; Mansergh 1971，第357頁.
196. ↑  Mahalanobis, Mukherjea & Ghosh 1946，第338頁; Dewey 1978; Mahalanobis 1944.
197. ↑  Mahalanobis 1944，第69–71頁.
198. 1 2  Tauger 2009，第173–174頁.
199. ↑  Dewey 1978，第282, 312–313頁.
200. ↑  Mahalanobis 1944，第72頁.
201. ↑  Mahalanobis 1944，第71頁.
202. 1 2 3 4 5  Famine Inquiry Commission 1945a，第34, 37頁.
203. ↑  J. Mukherjee 2015，第10頁.
204. ↑  Ó Gráda 2015，第40頁; Greenough 1982，第109頁.
205. ↑  Ó Gráda 2015，第40頁.
206. ↑  Greenough 1982，第109, note 60頁.
207. ↑  Ó Gráda 2015，第12頁; Mahalanobis 1944，第71頁.
208. ↑  A. Sen 1977，第39頁; A. Sen 1981a，第58頁.
209. ↑  Famine Inquiry Commission 1945a，第15頁.
210. ↑  Rothermund 2002，第119頁.
211. ↑  De 2006，第34頁.
212. ↑  Aykroyd 1975，第73頁.
213. ↑  Braund 1944, as cited in Ó Gráda 2015，第50頁
214. ↑  Blyn 1966，第253–254頁, as cited in Islam 2007a，第423–424頁; Tauger 2009，第174頁
215. ↑  Ó Gráda 2009，第174–179頁.
216. ↑  J. Mukherjee 2015，第186–187頁.
217. 1 2  A. Sen 1981b，第441頁.
218. ↑  Mukerjee 2010，第205頁.
219. ↑  Mukerjee 2010，第139頁.
220. ↑  Mansergh & Lumby 1973， Documents 59, 71, 72, 74, 98, 139, 157, 207, 219.
221. ↑  Mukerjee 2010，第117頁.
222. ↑  Mukerjee 2010，第119頁.
223. ↑  J. Mukherjee 2015，第122–123頁; Ó Gráda 2015，第53頁.
224. ↑  Collingham 2012，第152頁.
225. ↑  Mansergh & Lumby 1973，第133–141, 155–158頁; A. Sen 1977，第52頁; J. Mukherjee 2015，第128, 142, 185–188頁.
226. ↑  Famine Inquiry Commission 1945a，第223–225頁.
227. ↑  Tauger 2009，第194頁.
228. ↑  Ó Gráda 2008，第32頁.
229. 1 2  French 1998，第182頁.
230. ↑  . The Churchill Project. Hillsdale College. 8 April 2015.
231. ↑  Collingham 2012，第153頁.
232. ↑  Tauger 2009，第193頁.
233. ↑  Mukerjee 2010，第110–114; 273頁.
234. ↑  Mukerjee 2010，第143頁.
235. ↑  Bowbrick, Peter. . Journal of International Development. 2 March 2022, 36 (6): 2513–2536. S2CID 247336051. doi:10.1002/jid.3635 .
236. ↑  Famine Inquiry Commission 1945a，第108–109頁.
237. ↑  Famine Inquiry Commission 1945a，第116頁.
238. ↑  Famine Inquiry Commission 1945a，第40–41頁.
239. ↑  Brennan 1988，第555頁.
240. ↑  Famine Inquiry Commission 1945a，第附件六, Extracts of Reports from Commissioners and District Officers, pp. 225–27頁.
241. 1 2  Maharatna 1992，第210頁.
242. ↑  Famine Inquiry Commission 1945a，第41, 116頁.
243. ↑  Famine Inquiry Commission 1945a，第2頁.
244. ↑  S. Bose 1990，第701頁.
245. 1 2 3  Famine Inquiry Commission 1945a，第118頁.
246. 1 2  Famine Inquiry Commission 1945a，第1頁.
247. 1 2  J. Mukherjee 2015，第194頁.
248. ↑  Maharatna 1992，第41–42, 211頁.
249. ↑  Famine Inquiry Commission 1945a，第120頁.
250. ↑  J. Mukherjee 2015，第78頁; Maharatna 1992，第268, 383–384頁.
251. ↑  Famine Inquiry Commission 1945a，第121, 137頁.
252. ↑  Maharatna 1992，第263–264頁.
253. ↑  Maharatna 1992，第262–263頁.
254. ↑  Dyson 1991，第284頁.
255. ↑  Maharatna 1992，第270頁.
256. ↑  Maharatna 1992，第279頁.
257. 1 2  Brennan, Heathcote & Lucas 1984，第13頁.
258. ↑  Maharatna 1992，第282頁.
259. ↑  Famine Inquiry Commission 1945a，第87頁.
260. ↑  Ó Gráda 2009，第146頁; S. Bose 1990，第711頁.
261. ↑  Ali 2012，第31, 136頁.
262. ↑  Greenough 1980，第212頁.
263. 1 2  A. Sen 1981a，第75頁; Brennan 1988，第542頁; Brennan, Heathcote & Lucas 1984，第12頁.
264. ↑  Maharatna 1992，第257, 227頁.
265. ↑  Maharatna (1992，第243, Table 5.5頁)
266. 1 2  Maharatna 1992，第249, 251頁.
267. ↑  J. Mukherjee 2015，第142, 174頁.
268. 1 2  Maharatna 1992，第268頁.
269. ↑  Bhattacharya 2002a，第102頁.
270. ↑  Maharatna 1992，第268頁; Famine Inquiry Commission 1945a，第136頁.
271. ↑  Famine Inquiry Commission 1945a，第136–137頁.
272. ↑  Maharatna 1992，第41, 251頁.
273. ↑  Greenough 1982，第141頁; Maharatna 1992，第378頁.
274. ↑  J. Mukherjee 2015，第128–129頁.
275. ↑  Famine Inquiry Commission 1945a，第68頁.
276. ↑  Maharatna 1992，第243–244頁.
277. ↑  Greenough 1980，第207–208, 218–225頁.
278. ↑  Greenough 1980，第225–233頁; Ó Gráda 2009.
279. ↑  Mukerjee 2010，第170, 186–187頁.
280. ↑  Mukerjee 2010，第248頁.
281. ↑  Mukerjee 2010，第40頁.
282. ↑  Bedi 1944，第13頁.
283. 1 2  Famine Inquiry Commission 1945a，第67頁; Greenough 1980，第227–228頁.
284. ↑  Famine Inquiry Commission 1945a，第2頁; J. Mukherjee 2015，第135頁.
285. ↑  A. Sen 1981a，第196頁.
286. ↑  Greenough 1980，第342頁; Bowbrick 1986，第27頁.
287. ↑  Das 1949，第5–6頁.
288. ↑  Famine Inquiry Commission 1945a，第138頁.
289. 1 2 3  J. Mukherjee 2015，第141頁.
290. ↑  Famine Inquiry Commission 1945a，第139–140頁.
291. 1 2 3 4  J. Mukherjee 2015，第125頁.
292. ↑  J. Mukherjee 2015，第239–240頁; Greenough 1982，第166–167頁.
293. ↑  Mukerjee 2010，第229–230頁.
294. ↑  J. Mukherjee 2015，第239–240頁.
295. ↑  Mukerjee 2010，第236頁.
296. ↑  S. Bose 1990，第699頁.
297. ↑  Natarajan 1946，第48–50頁.
298. ↑  J. Mukherjee 2015，第133, 221頁.
299. 1 2  Natarajan 1946，第48頁.
300. ↑  Mukerjee 2010，第220–221頁.
301. ↑  Ray 2005，第397頁; Ó Gráda 2015，第45頁.
302. ↑  Cooper 1983，第248頁.
303. ↑  Greenough 1980，第229頁.
304. ↑  Bedi 1944，第87頁Greenough 1980，第229頁
305. ↑  B. Sen 1945，第29頁Greenough 1980，第229–230頁
306. ↑  Collingham 2012，第147–148頁.
307. ↑  Mukerjee 2010，第158, 183–86頁; Greenough 1982，第221–223, 177–178, 155–157頁.
308. ↑  Greenough 1980，第233頁.
309. ↑  Agarwal 2008，第162頁.
310. ↑  Famine Inquiry Commission 1945a，第166頁.
311. ↑  Greenough 1980，第230–233頁.
312. ↑  Greenough 1980，第210頁.
313. ↑  Greenough 1980，第231頁.
314. ↑  Greenough 1980，第232頁.
315. ↑  Greenough 1980，第232頁; Greenough 1982，第235頁.
316. ↑  Greenough 1982，第127頁; Brennan 1988，第547–548, 562–563頁; Greenough 1982，第127–137頁; Maharatna 1992，第236–238頁.
317. ↑  A. Sen 1990，第185頁.
318. 1 2  Greenough 1982，第127頁.
319. ↑  Greenough 1982，第133–136頁; Brennan 1988，第559–560頁.
320. ↑  Maharatna 1992，第236頁.
321. ↑  Brennan 1988，第557–558頁.
322. ↑  J. Mukherjee 2015，第29–30頁.
323. ↑  Brennan 1988，第553頁.
324. ↑  Brennan 1988，第545頁.
325. ↑  Brennan 1988，第559頁.
326. ↑  A. Sen 1977，第38頁.
327. ↑  Greenough 1982，第127–128頁.
328. ↑  Brennan 1988，第555, 557頁; Greenough 1982，第169頁; J. Mukherjee 2015，第174頁; Famine Inquiry Commission 1945a，第75頁.
329. ↑  Famine Inquiry Commission 1945a，第69頁.
330. ↑  J. Mukherjee 2015，第176頁.
331. 1 2  Siegel 2018，第34–35頁.
332. ↑  Siegel 2018，第41頁; Ó Gráda 2015，第77頁.
333. ↑  J. Mukherjee 2015，第14, 175–176頁.
334. ↑  Greenough 1980，第213頁.
335. ↑  Greenough 1982，第129頁.
336. ↑  Brennan 1988，第552頁.
337. ↑  J. Mukherjee 2015，第180頁; De 2006，第40頁.
338. ↑  Greenough 1982，第131–132頁.
339. ↑  Greenough 1982，第136頁.
340. ↑  Famine Inquiry Commission 1945a，第61–62頁; Greenough 1980，第214頁Schneer 1947，第176頁
341. ↑  Famine Inquiry Commission 1945a，第62–63頁; J. Mukherjee 2015，第140–142頁.
342. ↑  Famine Inquiry Commission 1945a，第62–63, 75, 139–40頁; Brennan 1988，第558頁.
343. ↑  Mukerjee 2010，第194頁.
344. ↑  Khan 2015，第215頁.
345. 1 2  Greenough 1982，第140頁.
346. ↑  Mukerjee 2010，第213頁.
347. ↑  Callahan 2011，第323頁.
348. ↑  Famine Inquiry Commission 1945a，第2, 106頁; J. Mukherjee 2015，第140–142頁.
349. ↑  Greenough 1982，第136–137頁.
350. ↑  A. Sen 1977，第36頁; A. Sen 1981a，第55, 215頁.
351. ↑  J. Mukherjee 2015，第141–142頁; Mukerjee 2010，第191–218頁.
352. ↑  Mahalanobis, Mukherjea & Ghosh 1946，第342頁.
353. ↑  Greenough 1980，第218–233頁; Greenough 1982，第184ff頁.
354. ↑  Ó Gráda 2009，第172頁.
355. ↑  Mahalanobis, Mukherjea & Ghosh 1946，第339–340頁.
356. ↑  Mahalanobis, Mukherjea & Ghosh 1946，第361, 393頁.
357. ↑  J. Mukherjee 2015，第67–71頁.
358. ↑  Siegel 2018，第23, 24, 48頁.
359. ↑  Siegel 2018，第48頁.
360. ↑  A. Sen 1977，第52, fourth footnote頁; Ó Gráda 2015，第42頁.
361. ↑  Newspaper baron 2014.
362. 1 2  Ó Gráda 2015，第4頁.
363. 1 2 3  Ó Gráda 2015，第57頁.
364. ↑  Ó Gráda 2015，第43頁.
365. ↑  Mukerjee 2010，第175頁.
366. ↑  J. Mukherjee 2015，第125頁; Mukerjee 2010，第261頁.
367. 1 2  Mukerjee 2010，第261頁.
368. ↑  Vernon 2009，第148頁.
369. ↑  A. Sen 2011，第341頁; Schiffrin 2014，第177–179頁.
370. ↑  A. Sen 1977; Ó Gráda 2015，第42頁.
371. ↑  Ó Gráda 2015，第42頁, note 13; p. 77, note 132
372. ↑  J. Mukherjee 2015，第139頁.
373. ↑  Chittaprosad's Bengal Famine.
374. ↑  Ó Gráda 2009，第42頁.
375. ↑  Best movies 2003.
376. ↑  Tauger 2009，第175頁; Siegel 2018，第43頁; Devereux 2000，第23頁; Devereux 2001，第256頁.
377. ↑  A. Sen 1976; A. Sen 1981a; Ó Gráda 2015，第90頁.
378. ↑  Devereux 2000，第19–21頁.
379. ↑  Islam 2007a，第424頁.
380. ↑  Bowbrick 1986，第111–114頁.
381. ↑  Padmanabhan 1973，第11, 23頁; Tauger 2003，第65–67頁.
382. ↑  Tauger 2009，第178–179頁.
383. ↑  A. Sen 1977; A. Sen 1981a.
384. ↑  Greenough 1982，第127–138頁; A. Sen 1977.
385. ↑  A. Sen 1976，第1280頁; A. Sen 1977，第50頁; A. Sen 1981a，第76頁.
386. ↑  Aykroyd 1975，第74頁.
387. ↑  Ó Gráda 2015，第39–40頁.
388. ↑  Schiffrin 2014，第177頁.
389. ↑  Devereux 2000，第21–23頁 "The conclusion is inescapable: famines are always political."
390. ↑  Brennan, Heathcote & Lucas 1984，第18頁.
391. ↑  A. Sen 1977，第50頁; S. Bose 1990，第717頁.
392. ↑  Famine Inquiry Commission 1945a，第195頁.
393. ↑  Ó Gráda 2015，第91頁.
394. ↑  Ó Gráda 2009，第10頁.
395. ↑  A. Sen 1977，第52–53頁.
396. ↑  Ó Gráda 2008，第25–28頁; Ó Gráda 2015，第90頁.
397. ↑  Ó Gráda 2015，第90頁; Ó Gráda 2008，第20, 33頁.
398. ↑  Ó Gráda 2009，第190–191頁.
399. ↑  Wavell 1973，第68, 122頁; S. Bose 1990，第716–717頁.
400. ↑  J. Mukherjee 2015，第251–252頁.
401. ↑  Ó Gráda 2010，第39頁.
402. ↑  Law-Smith 1989，第64頁.
403. ↑  Patnaik 2018，第33-34,38–39頁.
404. ↑  Limaye, Yogita. . BBC News. 2020-07-20  [2022-10-18].
405. ↑  Monbiot, George. . The Guardian. 2022-03-30  [2024-07-15]. ISSN 0261-3077 （英国英语）.
406. ↑  Greenough 1983，第375頁.
407. ↑  Hickman 2008，第238–240頁.
408. ↑  Mukerjee 2010，第273頁; Bayly & Harper 2005，第286頁; Collingham 2012，第144–145頁.
409. ↑  Mukerjee 2010，第274–275頁.
410. ↑  Herman 2010; Roy 2019，第129–130頁.
411. 1 2  Roy 2019，第129–130頁.
412. ↑  Islam 2007a，第423頁.
413. ↑  Ó Gráda 2009，第161頁.
414. ↑  Siegel 2018，第43頁; Ó Gráda 2008，第24 note 78頁.
415. ↑  Siegel 2018，第43頁.
416. ↑  Ó Gráda 2015，第39頁.
417. ↑  Famine Inquiry Commission 1945a，第105頁.
418. ↑  Famine Inquiry Commission 1945a，第100–102頁.
419. ↑  Ó Gráda 2009，第179頁; Rangasami 1985引用於Osmani 1993和Mukerjee 2014，第71頁
420. ↑  Bowbrick 1985，第18, 53, 57"頁.
421. ↑  Greenough 1982，第262頁.
422. ↑  Greenough 1982，第138頁.
423. ↑  Bowbrick 1986; Tauger 2003.
424. ↑  Greenough 1982，第261–275頁; S. Bose 1990，第721–724頁.
425. ↑  Tauger 2009，第185頁; J. Mukherjee 2015，第2–6頁.
426. ↑  Famine Inquiry Commission 1945a，第83; details in note 1頁; Aykroyd 1975，第79頁.
427. ↑  Famine Inquiry Commission 1945a，第107頁,引自Brennan, Heathcote & Lucas 1984，第13頁
428. ↑  Safi, Michael. . The Guardian. 2019-03-29  [2024-07-15]. ISSN 0261-3077 （英国英语）.

### 引用資料

#### 主要來源
- Bedi, Freda. . Lahore, India: Lion Press. 1944. OCLC 579534205.
- Braund, H. B. L. (1944). Famine in Bengal, typescript. British Library Doc D792.
- Das, Tarakchandra. . Calcutta: 加尔各答大学. 1949. OCLC 471540399.
- 飢荒調查委員會. . New Delhi: Manager of Publications, Government of India Press. 1945-05. OCLC 18905854.
- 孟加拉省政府.  (PDF). Appendices (I to IX) and Indian Land-System Ancient, Mediaeval and Modern. Alipore: Bengal Government Press. 1940b. OCLC 943963553.
- Mansergh, Nicholas (编).  (PDF). London: H.M.S.O. 1971. （原始内容 (PDF)存档于2017-04-09）.
- Mansergh, Nicholas; Lumby, E. W. R. (编). . London: H.M.S.O. 1973. ISBN 0-11-580079-4. OCLC 228107872.
- McClelland, John. . London: John Churchill. 1859. OCLC 884189606.
- Pinnell, L. G. (1944), The Pinnell Archive on the Bengal Famine: Evidence to the Famine Inquiry Commission 1944. British Library Doc EUR Doc 911.
- Wavell, Archibald Percival. Moon, Penderel , 编. . 牛津大學出版社. 1973. ISBN 0-19-211723-8. OCLC 905255837.
- Wavell, Archibald P. . Grehan, John; Mace, Martin  (编). . Barnsley, South Yorkshire: Pen and Sword. 2015: 1–111 [1948, War Office, London]. ISBN 978-1-4738-6360-6.

#### 書本
- Agarwal, Bina. . Basu, Kaushik; Kanbur, Ravi  (编). . 牛津大學出版社. 2008: 157–177. ISBN 978-0-19-155371-4.
- Arnold, David. . New York, NY: Wiley-Blackwell. 1991. ISBN 978-0-631-15119-7.
- Axelrod, Alan; Kingston, Jack A. . New York, NY: Facts on File, Inc. 2007. ISBN 978-0-8160-6022-1.
- Aykroyd, Wallace Ruddell. . New York, NY: Reader's Digest Press, distributed by E.P. Dutton. 1975 [First published in 1974]. ISBN 978-0-88349-054-9.
- Bandyopadhyay, Sekhar. . New Delhi and London: Orient Longmans. 2004. ISBN 978-81-250-2596-2.
- Bayly, Christopher; Harper, Tim. . New York, NY: Penguin Books. 2005. ISBN 978-0-14-192719-0.
- Bhattacharya, Sanjoy. . New York, NY: 勞特利奇. 2013. ISBN 978-1-136-84795-0.
- Blyn, George. . Philadelphia, PA: 宾夕法尼亚大学出版社. 1966. OCLC 9679171.
- Bose, Chunilal. . 加爾各答大學. 1930. OCLC 827184566.
- Bose, Sugata. . 劍橋大學出版社. 1986. ISBN 978-0-521-30448-1.
- Bose, Sugata. . 劍橋大學出版社. 1993. ISBN 978-0-521-26694-9.
- Brown, Judith Margaret. . New Haven, CT: 耶魯大學出版社. 1991. ISBN 978-0-300-05125-4.
- . Carlisle Barracks, PA: U.S. Government Printing Office. 1943. OCLC 1080593128.
- Callahan, Raymond. . Roy, Kaushik  (编). . Boston, MA: 博睿學術出版社. 2011: 311–334. ISBN 978-90-04-21145-2.
- Churchill, Winston S. . New York, NY: Mariner Books; Reissue edition. 1986. ISBN 978-0-395-41058-5.
- Collingham, Lizzie. . New York, NY: Penguin Publishing Group. 2012. ISBN 978-1-101-56131-7.
- Dewey, Clive.  (PDF). Dewey, Clive; Hopkins, Anthony G.  (编). . London, England: Athlone Press for the Institute of Commonwealth Studies. 1978: 280–314. ISBN 0-485-17621-1. OCLC 959367752.
- Dyson, Tim. . 牛津大學出版社. 2018: 185–. ISBN 978-0-19-882905-8.
- Fraser, Bashabi. . London, England: Anthem Press. 2006. ISBN 978-1-84331-225-3.
- French, Patrick. . Flamingo. 1998. ISBN 9780006550457.
- Ghosh, Kali Charan. . Calcutta, India: Indian Associated Publishing Co. Ltd. 1944. OCLC 38146035. （原始内容存档于2017-04-09）.
- Greenough, Paul R. . 牛津大學出版社. 1982. ISBN 978-0-19-503082-2.
- Iqbal, Iftekhar. . Basingstoke, England: 帕爾格雷夫·麥米倫 UK. 2010. ISBN 978-0-230-23183-2. doi:10.1057/9780230289819.
- Islam, M. Mufakharul. . 劍橋大學出版社. 2007b [First published 1978]. ISBN 978-0-521-04985-6.
- Kazi, Ihtesham. . Dhaka, Bangladesh: Pip International Publications. 2004. ISBN 978-984-32-1795-0.
- Khan, Yasmin. . 牛津大學出版社. 2015. ISBN 978-0-19-975349-9.
- Knight, Henry. . Palo Alto, CA: 史丹福大學出版社. 1954. LCCN 53-9961. OCLC 526785.
- Lyons, Michael J. . London, England: 勞特利奇: Taylor & Francis. 2016. ISBN 978-1-315-50943-3.
- Maharatna, Arup. . 牛津大學出版社. 1996. ISBN 978-0-19-563711-3.
- Mukerjee, Madhusree. . New York, NY: Basic Books. 2010. ISBN 978-0-465-00201-6.
- Mukherjee, Janam. . New York, NY: 牛津大學出版社. 2015. ISBN 978-0-19-061306-8.
- Natarajan, M. S. . Baroda, India: Padmaja Publications. 1946. OCLC 25849883.
- Ó Gráda, Cormac. . 普林斯頓大學出版社. 2009. ISBN 978-0-691-12237-3.
- Ó Gráda, Cormac. . . 普林斯頓大學出版社. 2015: 38–91. ISBN 978-1-4008-6581-9.
- Panigrahi, Devendra. . New York, NY: 勞特利奇. 2004. ISBN 1-135-76812-9.
- Ray, Bharati. . New Delhi, India: SAGE Publications. 2005. ISBN 978-0-7619-3409-7.
- Rothermund, Dietmar. . New York, NY: 勞特利奇. 2002. ISBN 978-1-134-87945-8.
- Roy, Tirthankar. . Cham, Switzerland: Springer International Publishing. 2019. ISBN 978-3-030-17708-9.
- Schiffrin, Anya. . . New York, NY: New Press. 2014: 177–79. ISBN 978-1-59558-993-4.
- Sen, Amartya. . Eric J. Hobsbawm  (编). . Published for Sameeksha Trust by Oxford University Press. 1980. ISBN 0-19-561215-9.
- Sen, Amartya. . New York, NY: 牛津大學出版社. 1981a. (See chapter 6: "The Great Bengal Famine"). ISBN 978-0-19-828463-5.
- Sen, Amartya. . Cambridge, MA: Harvard University Press. 2011. ISBN 978-0-674-06047-0.
- Sen, Bhowani. . 由N. Chakravarty翻译. Bombay, India: People's Publishing House. 1945. OCLC 27855268.
- Siegel, Benjamin Robert. . 劍橋大學出版社. 2018. ISBN 978-1-108-42596-4.
- Vernon, James. . Cambridge, MA: Harvard University Press. 2009. ISBN 978-0-674-04467-8.
- Yong, Tan Tai. . New Delhi, India: SAGE Publications. 2005. ISBN 978-81-321-0347-9.

#### 文章
- Ali, Tariq Omar.  (Doctoral论文). Harvard University. 2012.
- Bekker, Konrad. . Middle East Journal. 1951, 5 (3): 319–36. JSTOR 4322295.
- . The New York Times. 2003-04-29  [2018-03-29]. （原始内容存档于2016-02-09）.
- Bhattacharya, Sanjoy.  (PDF). The National Medical Journal of India. 2002a, 15 (1): 37–40  [2016-02-08]. PMID 11855591.
- Bhattacharya, Sanjoy.  (PDF). The National Medical Journal of India. 2002b, 15 (2): 101–40  [2016-02-08].
- Bhattacharya, Sanjoy; Zachariah, Benjamin. . South Asia Research. 1999-04, 19 (1): 71–100. S2CID 143029116. doi:10.1177/026272809901900105.
- Bose, Sugata. . Modern Asian Studies. 1982b, 16 (3): 463–91. S2CID 145065201. doi:10.1017/S0026749X00015274.
- Bose, Sugata. . Modern Asian Studies. 1990, 24 (4): 699–727. S2CID 145408965. doi:10.1017/S0026749X00010556.
- Bowbrick, Peter.  (PDF). Agricultural Economics Society Conference. 1985-03.
- Bowbrick, Peter.  (PDF). Food Policy. 1986, 11 (2): 105–24  [2011-09-01]. doi:10.1016/0306-9192(86)90059-X.
- Brennan, Lance. . The Journal of Asian Studies. 1988, 47 (3): 541–66. JSTOR 2056974. S2CID 154596570. doi:10.2307/2056974.
- Brennan, Lance; Heathcote, Les; Lucas, Anton. . South Asia: Journal of South Asian Studies. 1984, 7 (1): 1–26. doi:10.1080/00856408408723049.
- Chakrabarty, Bidyut. . Modern Asian Studies. 1992a, 26 (4): 791–814. JSTOR 312940. S2CID 146564132. doi:10.1017/s0026749x00010076.
- Chatterjee, Partha. . Past & Present. 1986, (110): 169–204. doi:10.1093/past/110.1.169.
- Chaudhuri, Binay Bhushan. . Indian Historical Review. 1975, 2 (1): 106–65.
- . The Wall Street Journal. 2011-07-19  [2013-08-28].
- Cooper, Adrienne. . Journal of Peasant Studies. 1983, 10 (2–3): 227–55. doi:10.1080/03066158308438206.
- Das, Debarshi. . Economic and Political Weekly. 2008, 43 (31): 59–64.
- Datta, V. N. . Proceedings of the Indian History Congress (Indian History Congress). 2002, 63: 644–52. JSTOR 44158132.
- De, Bikramjit. . Studies in History. 2006, 22 (1): 1–43. S2CID 162504224. doi:10.1177/025764300502200101.
- Devereux, Stephen.  (PDF) (技术报告). IDS Working Paper 105. Brighton: Institute of Development Studies. 2000. （原始内容 (PDF)存档于2017-05-16）.
- Devereux, Stephen. . Oxford Development Studies. 2001, 29 (3): 245–63. S2CID 44204331. doi:10.1080/13600810120088859.
- Dyson, Tim. . Population Studies. 1991, 45 (2): 279–97. PMID 11622922. doi:10.1080/0032472031000145446.
- Dyson, Tim; Maharatna, Arup. . The Indian Economic & Social History Review. 1991-09, 28 (3): 281–97. S2CID 143627077. doi:10.1177/001946469102800303.
- Greenough, Paul R. . Modern Asian Studies. 1980, 14 (2): 205–35. JSTOR 312413. PMID 11614969. S2CID 42673510. doi:10.1017/s0026749x00007319.
- Greenough, Paul R. . Modern Asian Studies. 1983, 17 (3): 353–86. JSTOR 312297. S2CID 146571045. doi:10.1017/s0026749x00007538.
- Herman, Arthur L. . International Churchill Society. 2010  [2022-12-24] （美国英语）.
- Hickman, John. . Studies in History. 2008, 24 (2): 235–243. S2CID 162446181. doi:10.1177/025764300902400205.
- Hunt, Joseph Michael.  (学位论文). Massachusetts Institute of Technology. 1987. hdl:1721.1/74964.
- Iqbal, Iftekhar. . Modern Asian Studies. 2009, 43 (6): 1325–53. JSTOR 40285015. S2CID 145236337. doi:10.1017/s0026749x08003661.
- Iqbal, Iftekhar. . Journal of the Asiatic Society of Bangladesh. 2011, 56 (1–2): 271–82.
- Islam, M. Mufakharul. . Modern Asian Studies. 2007a, 41 (2): 421–40. S2CID 154368304. doi:10.1017/S0026749X06002435.
- Law-Smith, Auriol. . South Asia: Journal of South Asian Studies. 1989, 12 (1): 49–65. doi:10.1080/00856408908723118.
- Learmonth, A. T. A. . Transactions and Papers (Institute of British Geographers). 1957, 23 (23): 37–59. JSTOR 621155. doi:10.2307/621155.
- Mahalanobis, P. C.  (PDF). Proceedings of the National Institute of Sciences of India. 1944, 10 (1): 71  [2018-03-29]. （原始内容 (PDF)存档于2017-04-09）.
- Mahalanobis, P. C.; Mukherjea, R.K.; Ghosh, A. . Sankhya. 1946, 7 (4): 337–400.
- Maharatna, Arup.  (学位论文). London School of Economics and Political Science (United Kingdom). 1992.
- Maharatna, Arup. . South Asia Research. 1993, 13 (1): 1–26. S2CID 144925072. doi:10.1177/026272809301300101.
- Mukerjee, Madhusree. . Economic and Political Weekly. 2014, 49 (11): 71–75.
- Mukherji, Saugata. . Economic and Political Weekly. 1986, 21 (4): PE11–PE21, PE24–PE27. JSTOR 4375249.
- Ó Gráda, Cormac. . Journal of Economic Literature. 2007, 45 (1): 5–38. JSTOR 27646746. S2CID 54763671. doi:10.1257/jel.45.1.5. hdl:10197/492 .
- Ó Gráda, Cormac. . Economic History Review. 2008, 61 (S1): 5–37. ISSN 1468-0289. S2CID 219968323. doi:10.1111/j.1468-0289.2008.00435.x. hdl:10197/473 .
- Ó Gráda, Cormac. . History Ireland. 2010, 18 (4): 36–39. JSTOR 27823027.
- Osmani, S. R.  (PDF) (技术报告). Helsinki: The United Nations University/World Institute for Development Economics Research. 1993  [2018-03-29].
- Padmanabhan, S. Y. . Annual Review of Phytopathology. 1973, 11 (1): 11–24. Bibcode:1973AnRvP..11...11P. doi:10.1146/annurev.py.11.090173.000303.
- Patnaik, Utsa. . Economic and Political Weekly. 2018, 53 (42): 33–43.
- Prayer, Mario. . Revista studi degli orientali. 2001, 71: 1–93, 95–161, 163–231, 233–297, 299–331, 333–363. JSTOR 41913060.
- Rodger, George. . Life (Time Inc). 1942-08-10: 61–7. ISSN 0024-3019.
- Rangasami, Amrita. . Economic and Political Weekly. 1985, 20 (41): 1747–52. JSTOR 4374919.
- Ray, Rajat; Ray, Ratna. . Modern Asian Studies. 1975, 9 (1): 81–102. S2CID 145770089. doi:10.1017/S0026749X00004881.
- Roy, Tirthankar. . Economic and Political Weekly. 2006-12-30, 41 (52): 5389, 5391–5400. JSTOR 4419085.
- Roy, Tirthankar. . Oxford Review of Economic Policy. 2007, 23 (2): 239–50. doi:10.1093/oxrep/grm011.
- Schneer, Richard. . Science & Society. 1947, 11 (2): 168–179.
- Sen, Amartya. . Economic and Political Weekly. 1976, 11 (31/33): 1273+1275+1277+1279–1280. JSTOR 4364836.
- Sen, Amartya. . Cambridge Journal of Economics. 1977, 1 (1): 33–59. doi:10.1093/oxfordjournals.cje.a035349.
- Sen, Amartya. . The Quarterly Journal of Economics. 1981b, 96 (3): 433–64. JSTOR 1882681. PMID 11615084. doi:10.2307/1882681.
- Sen, Amartya. . India International Centre Quarterly. 1990, 17 (1): 101–15. ISSN 0376-9771.
- Tauger, Mark B.  (PDF). Journal of Peasant Studies (勞特利奇). 2003, 31 (1): 45–72. S2CID 153348765. doi:10.1080/0306615031000169125. （原始内容 (PDF)存档于2017-02-18）.
- Tauger, Mark B. . British Scholar. 2009-03, 1 (2): 166–96. doi:10.3366/brs.2009.0004.
- Tinker, Hugh. . Journal of Southeast Asian Studies. 1975, 6 (1): 1–15. S2CID 159785896. doi:10.1017/S0022463400017069.
- . The Baltimore Sun. 1994-08-31  [2019-11-21] （美国英语）.
- Washbrook, D. A. . Modern Asian Studies. 1981, 15 (3): 649–721. S2CID 145176900. doi:10.1017/s0026749x00008714.
- Weigold, Auriol. . South Asia: Journal of South Asian Studies. 1999, 22 (1): 63–77. doi:10.1080/00856409908723360.